# Puerto Madryn

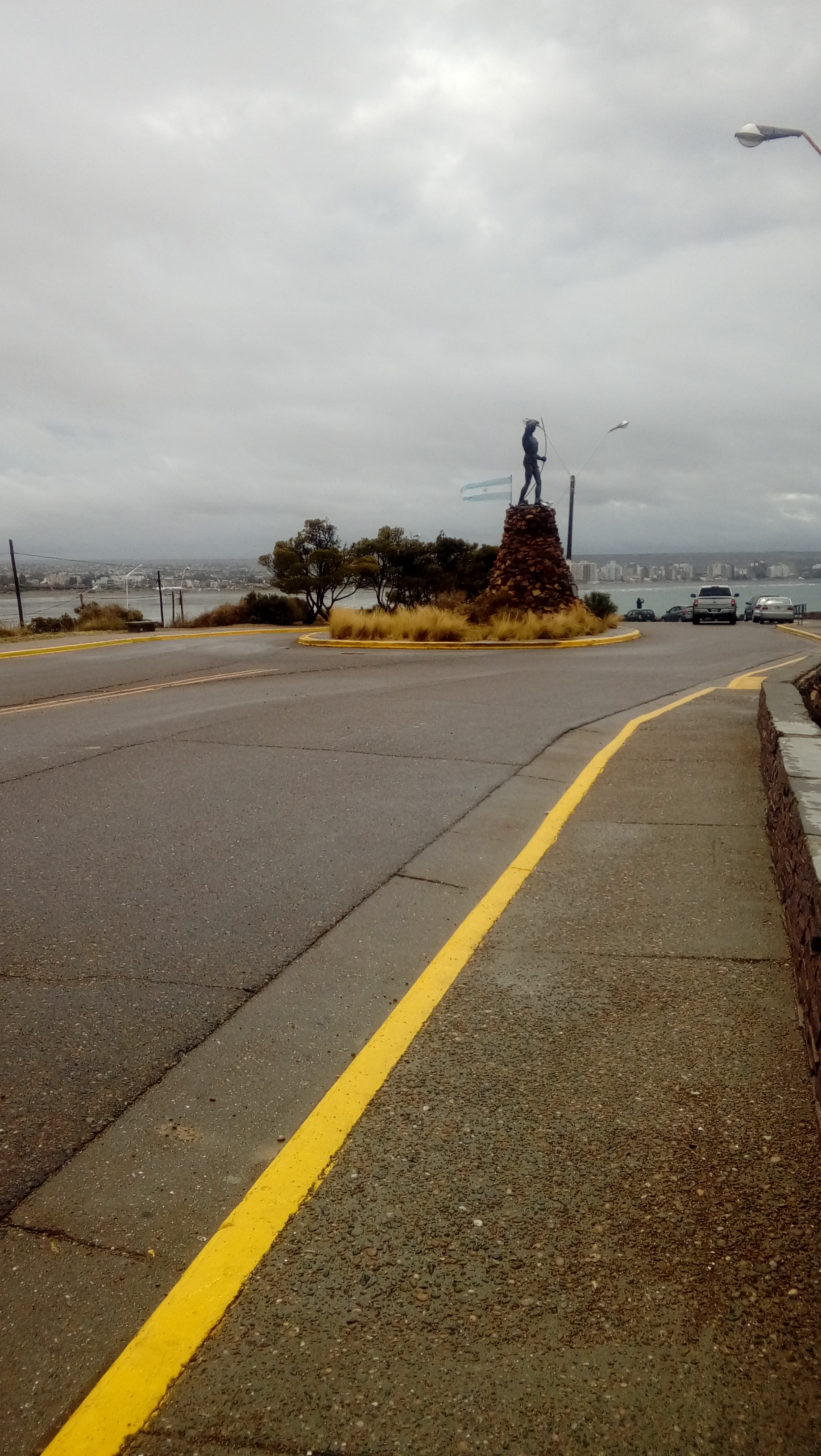
Vista desde el Norte de la ciudad

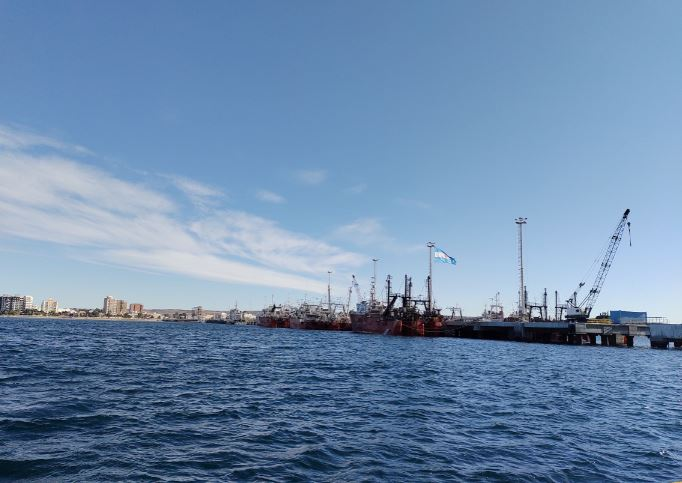
Navegación alrededor del muelle Luis Piedra Buena

Puerto Madryn (en galés Porth Madryn), es una ciudad del noreste de la provincia del Chubut, Argentina, cabecera del departamento Biedma. Se encuentra emplazada frente al mar Argentino en el océano Atlántico. 
Es considerada la puerta de entrada a la península Valdés, declarada en 1999 como Patrimonio Mundial de la Humanidad por la Unesco. Es uno de los centros de turismo más importantes de toda la región y del país, considerada asimismo como la capital nacional del buceo.

## Toponimia
El nombre de la ciudad rememora a Love Jones Parry, barón de Madryn en Gales, uno de los promotores de la colonización galesa en la Patagonia. El topónimo se originó hacia principios de 1863, cuando Love Jones Parry, acompañado por Lewis Jones viajaron a la Patagonia a bordo del navío Candelaría para decidir si esa región era adecuada para una colonia galesa.

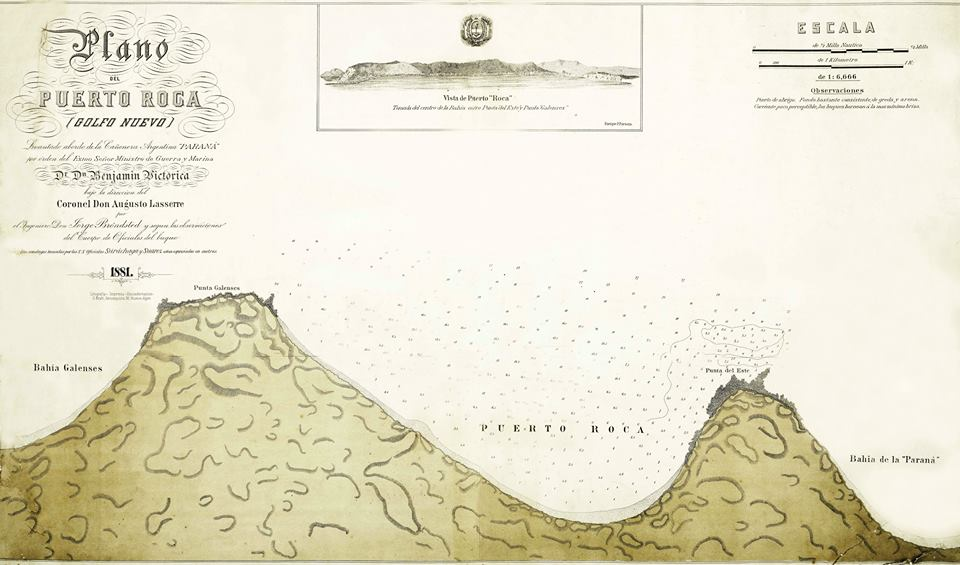
Plano del Puerto Roca.

En julio de 1881, zarpó de Buenos Aires el entonces Coronel de la Armada Argentina, Augusto Lasserre a bordo del vapor Paraná con la misión de realizar el estudio del golfo Nuevo a fin de elegir el sitio más adecuado para construir el puerto para la colonia galesa, ya que la desembocadura del río Chubut no rendía las condiciones necesarias. En septiembre del mismo año, Lasserre eleva su informe al Ministerio de Guerra y Marina, adjuntando el «Plano del Puerto Roca (Golfo Nuevo)», confeccionado «por el ingeniero Don Jorge Brondsted y según las observaciones del Cuerpo de Oficiales del buque». El topónimo Puerto Roca apareció así en planos e informes del gobierno argentino durante algunos años. El gobernador Luis Jorge Fontana también citó Puerto Roca en 1886.
Los estudios de la Armada Argentina determinaron que el sitio apropiado para construir un puerto para la colonia era al sur de Punta Galense y antes de Punta del Este. En noviembre de 1881 el Poder Ejecutivo Nacional dispone la habilitación de Puerto Roca, estableciendo que se construyan galpones de depósito y que se habilite una línea de carros para el transporte de mercaderías hacia el valle del Chubut. En 1882 llegaron los primeros materiales desde Buenos Aires para los galpones y demás dependencias junto a diez operarios encargados de las tareas de construcción. Debido a la incomunicación con la colonia en el Valle, la falta de víveres y agua potable y que no hubo un servicio de transporte de mercaderías por carros desde la colonia hasta el puerto, se ordenó la desmantelación de los galpones. Parte de ellos se usaron para construir la sede de prefectura de Madryn y el resto se utilizó en Rawson.
La ciudad es llamada en el ámbito coloquial Madryn. El fenómeno de abreviación de nombres compuestos es recurrente en otras localidades cercanas que truncan de modo coloquial sus nombres compuestos en favor de uno de ellos como Caleta (Olivia) o Comodoro (Rivadavia).

## Historia
En enero de 1779, la expedición comandada por Juan de la Piedra llegó al golfo San José, y desembarcó en la actual playa Villarino.
Sir Love Jones-Parry, barón de Madryn, fue uno de los cinco hombres influyentes que fueron nombrados como fideicomisarios de la Sociedad de Emigración en Liverpool, con la idea de que actuarían como un vínculo entre la Sociedad y el gobierno argentino para el establecimiento de una colonia galesa. En 1862, Love Jones-Parry y Lewis Jones fueron nominados para viajar a Argentina en nombre de la Sociedad de Emigración para negociar con el ministro del Interior argentino, Guillermo Rawson, e inspeccionar posibles ubicaciones para un asentamiento galés. Se esperaba que la experiencia diplomática de Love Jones-Parry fuera beneficiosa durante las conversaciones. También contribuyó con 500 £ para el viaje.
Después de asegurarse un acuerdo con el gobierno argentino, Love Jones Parry y Lewis Jones zarparon desde Buenos Aires para comenzar un viaje exploratorio por las tierras de la Patagonia en un pequeño navío llamado Candelaria. que fue llevado por una tormenta a una bahía conocida posteriormente como Golfo Nuevo. Aún hoy se recuerda la fecha del 7 de febrero de 1863 como el momento en que el barón de Madryn pisa las costas donde se levanta la actual ciudad de Puerto Madryn, nombrada en su honor.
El comienzo de lo que luego fue la ciudad ocurrió el 28 de julio de 1865, cuando llegaron a sus costas el primer contingente de 150 galeses en el velero Mimosa. Los colonos no pudieron quedarse allí por no tener agua potable. Se fueron en busca de mejores condiciones hacia el Río Chubut. El asentamiento creció recién en la década de 1880 como resultado de la llegada del ferrocarril, que la conectaba con Trelew. Durante los primeros años de la década de 1880, el gobierno argentino solicita la construcción de galpones en el puerto.

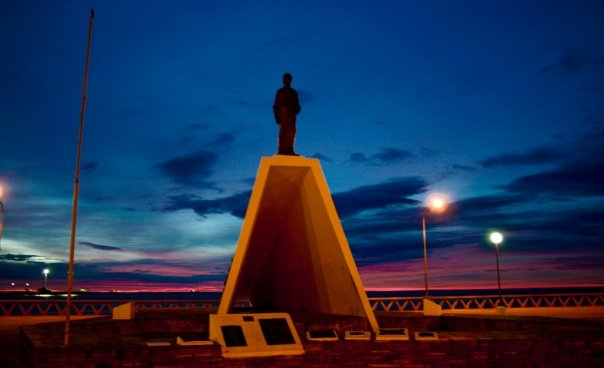
Monumento a la mujer galesa, en el centro de la ciudad frente a la costa.

En 1886 se inicia el Ferrocarril Central del Chubut, las cuales en 1888 concluyen la construcción de la vía del ferrocarril que unía Puerto Madryn con la ciudad de Trelew, y en la que interviene mano de obra de inmigrantes galeses, españoles e italianos en su mayoría. La Estación Puerto Madryn fue muy importante y contó con varias instalaciones como grandes galpones, almacenes, desvíos y talleres ferroviarios.
El crecimiento de la ciudad se produjo por el desarrollo de actividades ferroviarias, portuarias, que sustentaban al sector de servicios, como depósitos y comercios. La línea tenía su cabecera en esta ciudad y desde la nacionalización la empresa nacional Ferrocarriles Patagónicos también tenía aquí su sede. Ya en 1888, Luis Jorge Fontana había llamado la atención del ministro del Interior sobre la necesidad de reservar tierras en Puerto Madryn en vista de la futura importancia que adquirirá el ferrocarril. Sugiere que se tomen los recaudos para «evitar que la empresa se apodere y monopolice los terrenos adyacentes al puerto» y que se le concedan solamente «los lotes necesarios para estación, talleres, depósitos, etc...»; de lo contrario «el gobierno se verá más tarde obligado a expropiar esos terrenos» por un valor muy superior «para delinear en ellos el pueblo que sin duda alguna deberá figurar en aquel punto». El primer trazado urbano de Puerto Madryn, ordenando la construcción de la ciudad, fue realizado hacia 1906 . por el ingeniero inglés Allan Lea
Para 1961 el ferrocarril fue cerrado definitivamente. Sin embargo los cambios siguieron en la década de 1970: al levantarse las franquicias de aduana, desaparecieron las empresas marítimas que operaban en el puerto. Así surgió el turismo como fuente de ingresos para una zona que hasta el momento no era considerada dentro de los circuitos turísticos tradicionales. En esta época también se asentaron nuevas industrias, como la planta de aluminio Aluar.
Estos cambios produjeron un gran crecimiento de la población estable e incrementaron la prestación de servicios a la región.

## Geografía
Puerto Madryn se encuentra en Chubut dentro del Golfo Nuevo, el cual se forma por Península Valdés y Punta Ninfas. El paisaje es mesetario, formando en la costa acantilados y playas de canto rodado y arena.

### Clima

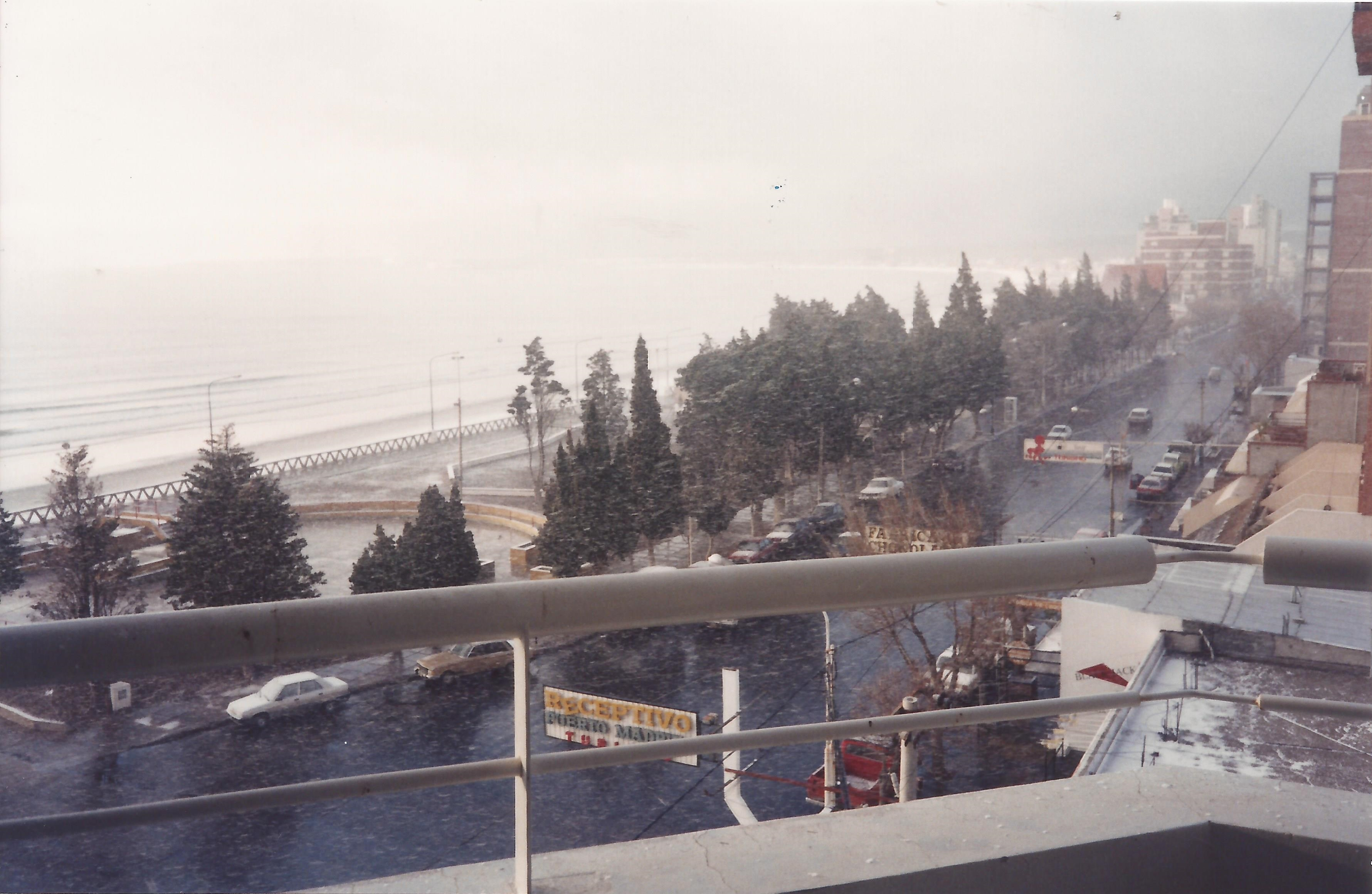
Nieve en la costa de Puerto Madryn en 1994.

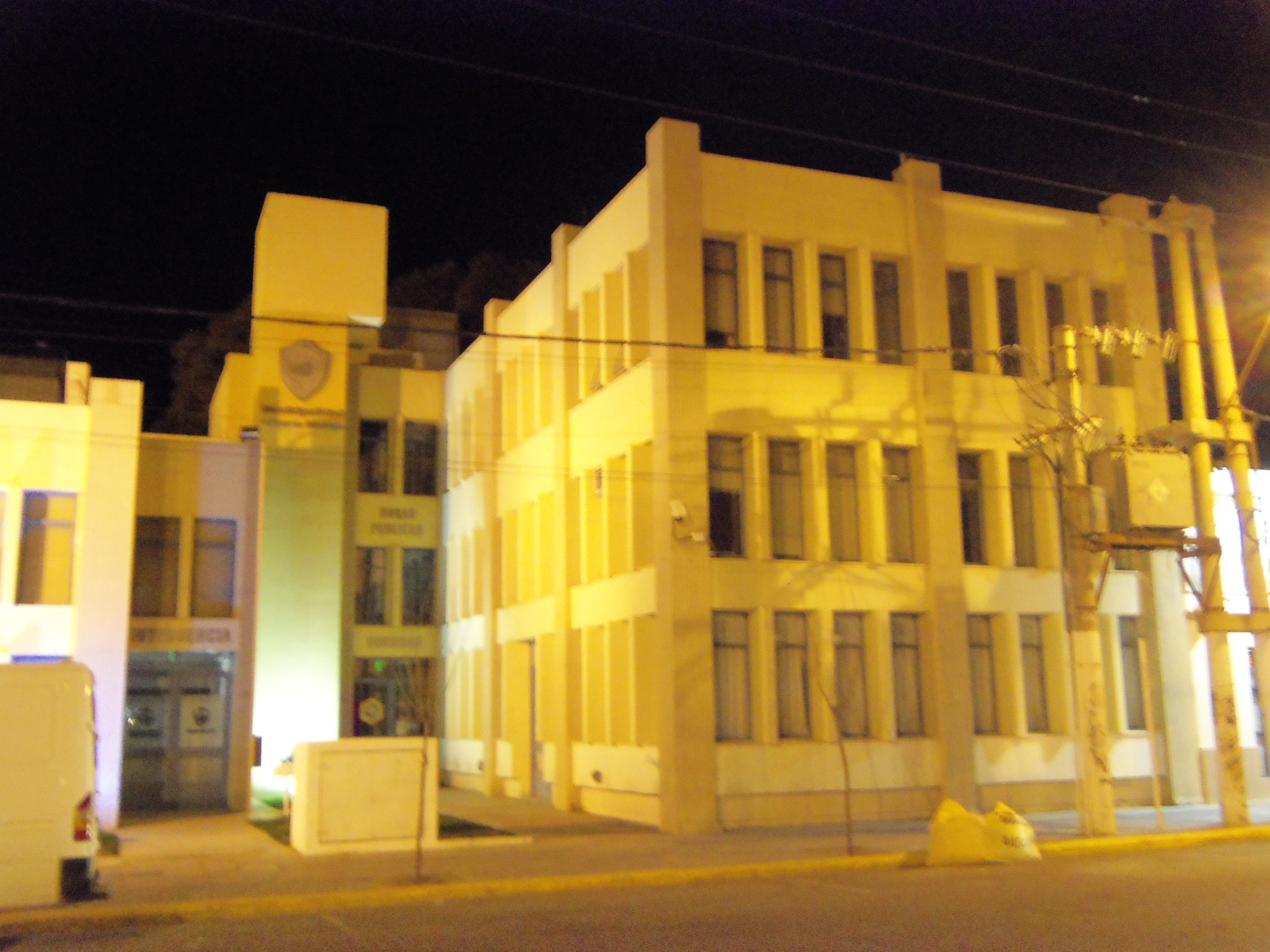
Palacio Municipal (Puerto Madryn).

Por su situación geográfica, el clima de la ciudad posee las características áridas de la región, atemperadas por la proximidad del mar y por estar ubicada a sotavento del último escalón de la meseta patagónica. La temperatura media anual es de 13,4 °C, mientras que la temperatura media mensual varía durante las últimas décadas.[cita requerida]
| Parámetros climáticos promedio de Puerto Madryn | Parámetros climáticos promedio de Puerto Madryn | Parámetros climáticos promedio de Puerto Madryn | Parámetros climáticos promedio de Puerto Madryn | Parámetros climáticos promedio de Puerto Madryn | Parámetros climáticos promedio de Puerto Madryn | Parámetros climáticos promedio de Puerto Madryn | Parámetros climáticos promedio de Puerto Madryn | Parámetros climáticos promedio de Puerto Madryn | Parámetros climáticos promedio de Puerto Madryn | Parámetros climáticos promedio de Puerto Madryn | Parámetros climáticos promedio de Puerto Madryn | Parámetros climáticos promedio de Puerto Madryn | Parámetros climáticos promedio de Puerto Madryn |
| Mes                                             | Ene.                                            | Feb.                                            | Mar.                                            | Abr.                                            | May.                                            | Jun.                                            | Jul.                                            | Ago.                                            | Sep.                                            | Oct.                                            | Nov.                                            | Dic.                                            | Anual                                           |
| ----------------------------------------------- | ----------------------------------------------- | ----------------------------------------------- | ----------------------------------------------- | ----------------------------------------------- | ----------------------------------------------- | ----------------------------------------------- | ----------------------------------------------- | ----------------------------------------------- | ----------------------------------------------- | ----------------------------------------------- | ----------------------------------------------- | ----------------------------------------------- | ----------------------------------------------- |
| Temp. máx. abs. (°C)                            | 43.4                                            | 39.0                                            | 37.5                                            | 34.9                                            | 27.7                                            | 26.4                                            | 26.1                                            | 29.0                                            | 30.2                                            | 34.9                                            | 36.2                                            | 39.0                                            | 43.4                                            |
| Temp. máx. media (°C)                           | 27.4                                            | 26.9                                            | 24.4                                            | 20.8                                            | 16.1                                            | 12.9                                            | 12.8                                            | 14.5                                            | 17.0                                            | 19.9                                            | 23.7                                            | 26.2                                            | 20.2                                            |
| Temp. media (°C)                                | 19.9                                            | 19.4                                            | 17.3                                            | 14.2                                            | 10.4                                            | 7.8                                             | 7.3                                             | 8.5                                             | 10.5                                            | 13.1                                            | 16.0                                            | 18.3                                            | 13.6                                            |
| Temp. mín. media (°C)                           | 13.7                                            | 13.2                                            | 11.1                                            | 8.1                                             | 5.1                                             | 3.0                                             | 2.1                                             | 2.7                                             | 4.5                                             | 6.9                                             | 9.7                                             | 12.0                                            | 7.7                                             |
| Temp. mín. abs. (°C)                            | 3.8                                             | 1.7                                             | -2.0                                            | -4.8                                            | -8.6                                            | -11.0                                           | -11.6                                           | -10.0                                           | -6.0                                            | -5.9                                            | -2.0                                            | 2.2                                             | -11.6                                           |
| Precipitación total (mm)                        | 10.0                                            | 14.1                                            | 16.6                                            | 12.6                                            | 23.8                                            | 14.1                                            | 16.6                                            | 10.6                                            | 14.1                                            | 17.8                                            | 10.1                                            | 12.4                                            | 172.8                                           |
| Humedad relativa (%)                            | 49                                              | 53                                              | 54                                              | 56                                              | 63                                              | 66                                              | 63                                              | 59                                              | 58                                              | 59                                              | 51                                              | 48                                              | 57                                              |
| Fuente: Secretaría de Minería                   |                                                 |                                                 |                                                 |                                                 |                                                 |                                                 |                                                 |                                                 |                                                 |                                                 |                                                 |                                                 |                                                 |

### Fauna
Puerto Madryn recibe entre los meses de mayo y diciembre a la ballena franca austral que regresa a la zona cada año para aparearse y procrear. Además de cormoranes, gaviotas cocinera y lobos marinos.
Desde el céntrico muelle Comandante Luis Piedrabuena se pueden observar a simple vista delfines del tipo tonina overa, lobos marinos e incluso la ballena franca austral.
En las cercanías de la ciudad también se pueden ver guanacos, choiques (ñandúes petisos patagónicos), inmensa variedad de aves que habitan cerca de la costa, liebres patagónicas también llamadas maras y martinetas (ave patagónica) entre otras especies.

## Demografía
El crecimiento poblacional de los últimos años llevó a que el municipio madrynense esté compuesto por tres núcleos claramente diferenciados: la ciudad propiamente dicha y los barrios Parque Ecológico El Doradillo y  Quinta El Mirador. Estos barrios, a pesar de ser parte del ejido municipal madrynense, se hallan lo suficientemente alejados del núcleo poblacional principal para tener el tratamiento de localidades por separadas reconocido por el INDEC.
En el censo de 1980 se registraron 20 478 habitantes y el de 1991 arrojó 45 047 habitantes. Luego contó con 57 614 pobladores para el censo 2001. Dado su crecimiento estable y acelerado, de entre 15 000 y 20 000 habitantes desde el censo 1980 a la actualidad, una estimación de DGEYC calculó para el 30 de diciembre de 2008 unos 79 916 habitantes. Para 2010 Madryn sorprendió a toda la región con un vasto crecimiento sobre la proyección de 81 995 pobladores. 
En el censo 2022 su población sufrió un aminoramiento del crecimiento de sus habitantes y pasó a 102.143 habitantes y 40.384 viviendas. Esto colocó a Puerto Madryn como 3.ª en Chubut, apenas por detrás Trelew y más lejos de Comodoro Rivadavia - Rada Tilly, 7.ª de las más pobladas de Patagonia argentina (teniendo en cuenta a Cipolletti aglomerada con Neuquén), la 2.ª en la costa patagónica y la ciudad balnearia más poblada del sur.
| Evolución de la población desde 1905.                                                |
|                                                                                      |
| Fuente INDEC - Elaboración gráfica por Wikipedia - Puerto Madryn, Chubut, Argentina. |

### Urbanismo
La ciudad de Puerto Madryn, en las últimas décadas, ha incrementado su población significativamente. Actualmente, dispone de hipermercados, barrios y gran cantidad  e torres de altura . La ciudad tiene una expansión urbana activa hacia sur, oeste y norte. Posee una planificación urbana y forestal excelente que le permite creer parques, barrios y espacios verdes en un clima árido. Este accionar municipla potenció la creación de grnades espacios forestales como el barrio-localidad Parque Ecológico El Doradillo, planificado como un loteo ordenado con características impuestas tendientes a ordenar cuestiones residenciales y ambientales. La reserva fue creada en el ano 2001 bajo la categoría "Paisaje Terrestre y Marino Protegido", por la Ordenanza Municipal N.º 4263/01. Hoy el barrio es un vergel y aprovecha grandes caudales de agua residual tratada para su forestación y actividades agrícolas.

### Inmigración en Madryn
Los primeros inmigrantes fueron los colonos galeses y a partir de allí italianos y españoles fueron las colectividades que más poblaron la zona.
La colectividad boliviana representa el 8 % según los datos oficiales del último censo. Asimismo hay una importante migración proveniente del norte y centro del país, y del propio sur.

## Infraestructura

### Energía
Puerto Madryn cuenta con un parque importante de energía eólica.

### Transporte

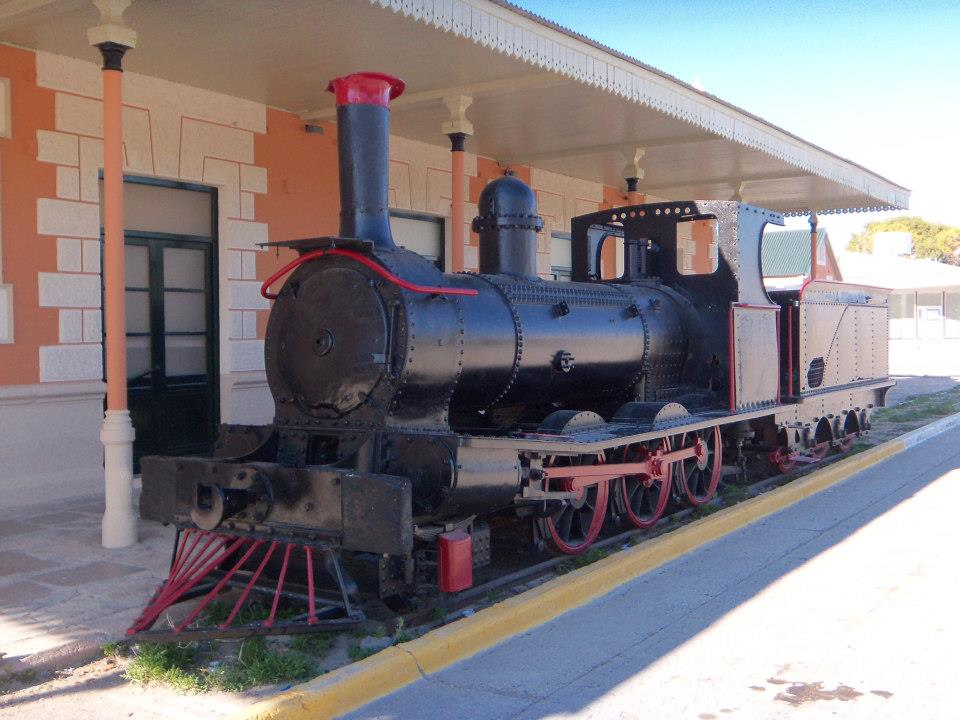
Antigua estación ferroviaria de Puerto Madryn.

La ciudad de Puerto Madryn cuenta con dos muelles: el muelle Almirante Storni, acondicionado como puerto mineralero que sirve para abastecer a Aluar, y el Luis Piedrabuena, antiguo muelle pesquero que fue reacondicionado para recibir a los cruceros con pasajeros de distintas partes del mundo. En temporada de verano, líneas de cruceros como Norwegian Crown, Costa y Royal Caribbean hacen parada en Puerto Madryn navegando con destino a Ushuaia, Antártida o Chile. También cuenta con una terminal de ómnibus que recibe transportes de largas distancias desde diversas ciudades y pueblos argentinos. La ciudad posee un aeropuerto de cabotaje llamado "El Tehuelche" que opera con vuelos diarios desde Buenos Aires, y un vuelo semanal desde Ushuaia, entre otros destinos como Comodoro Rivadavia. En este aeropuerto operan Andes Líneas Aéreas.

#### Transporte urbano

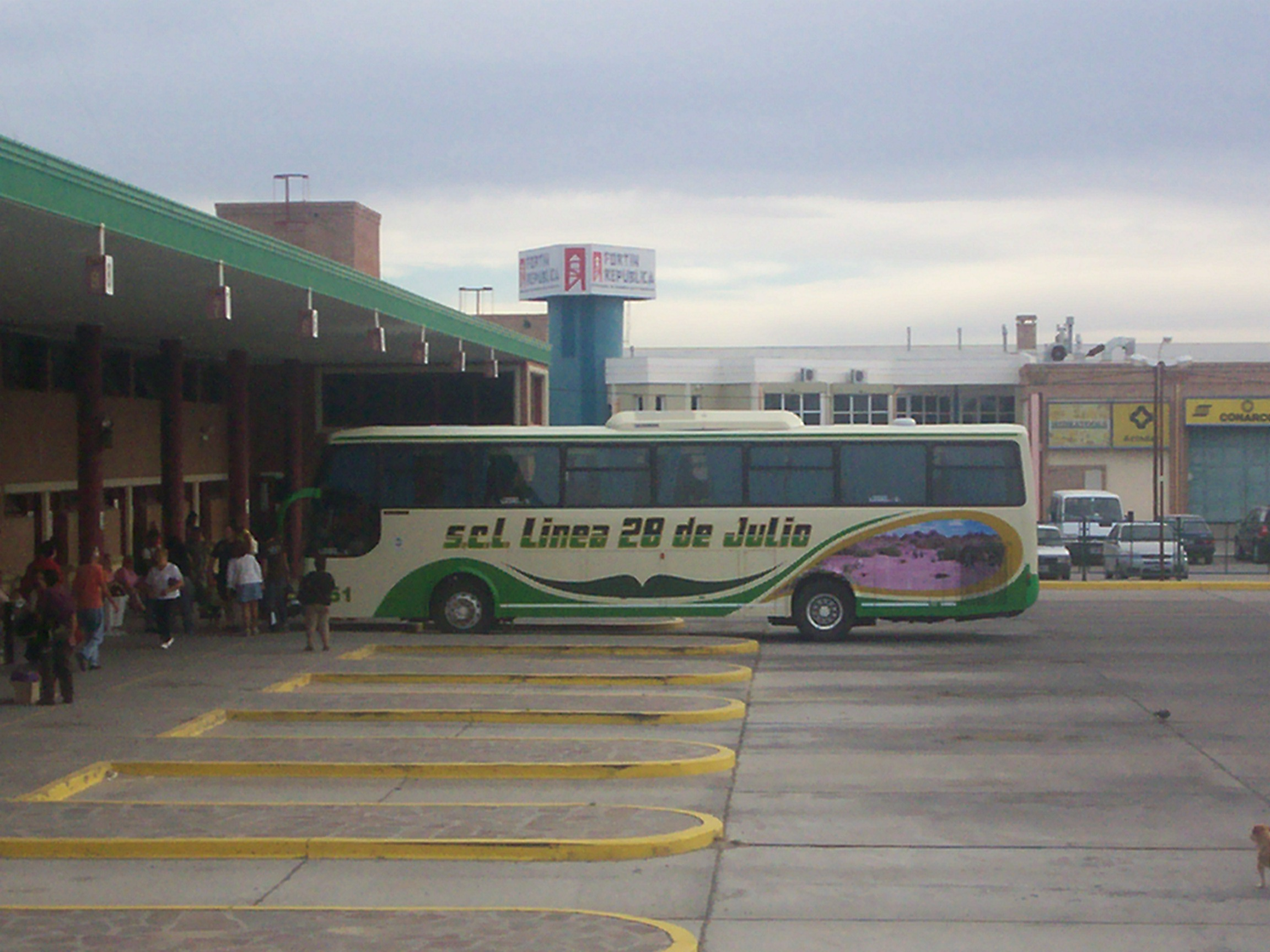
Terminal de ómnibus de Puerto Madryn.

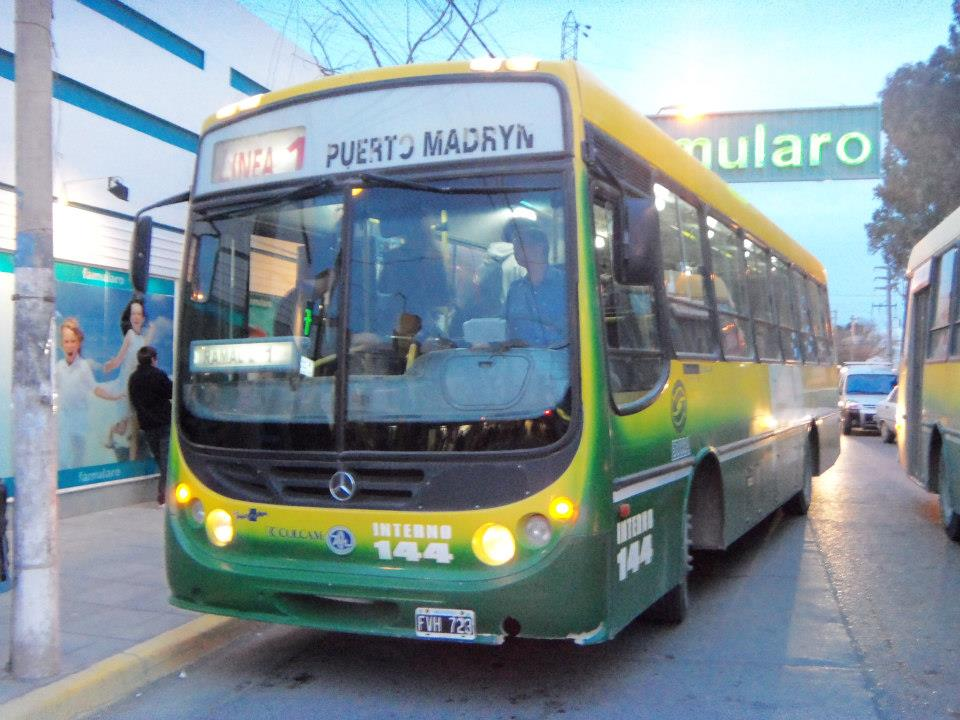
Colectivo de la línea 1.

La empresa encargada de recorrer la ciudad es Ceferino radicada en Puerto Madryn desde el año 2016, que provee 6 líneas de transporte público y un servicio diferencial al puerto.
- 'Línea 1'
- 'Línea 2'
- 'Línea 3'
- 'Línea 4'
- 'Línea 5'
- 'Línea 6'

#### Transporte marino

##### Muelles

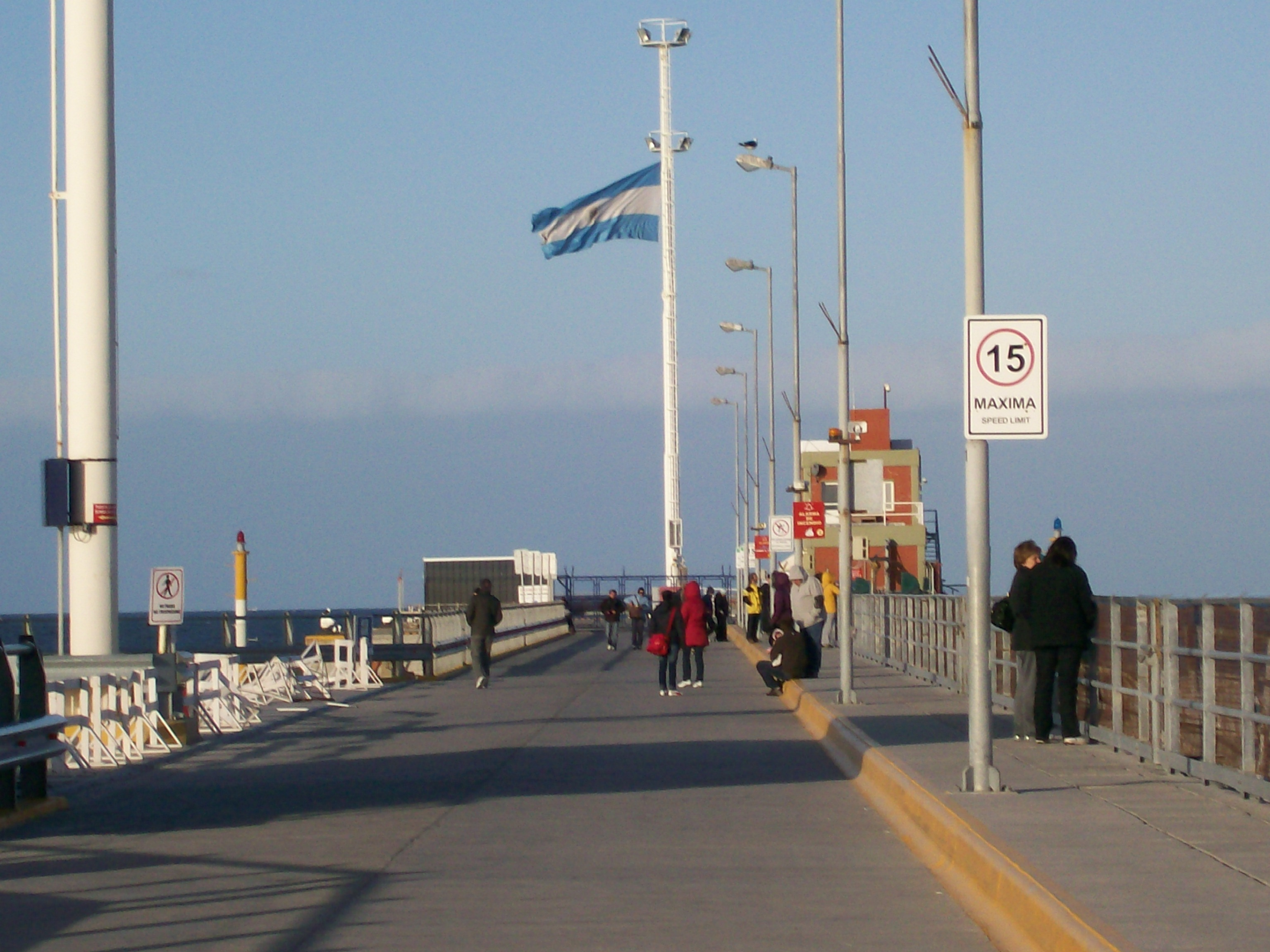
Interior del Muelle Luis Piedrabuena

En la ciudad se divisan dos muelles, el histórico Luis Piedrabuena y el Almirante Storni. Dichos muelles se encargan del transporte marítimo, ya sea de pasajeros y de cargas.

### Salud
La ciudad cuenta con el Hospital Dr. Andrés Isola. Además, posee diferentes Centros de Atención Primaria de la Salud (CAPS) que tienen servicios de atención médica de enfermedades, farmacia, vacunación, controles de tensión arterial y glucemia, controles de embarazo, incluso la Interrupción Legal del Embarazo (ILE), y distintas clínicas como la Clínica Santa María, la Clínica SEP y el Sanatorio de la Ciudad.

## Economía

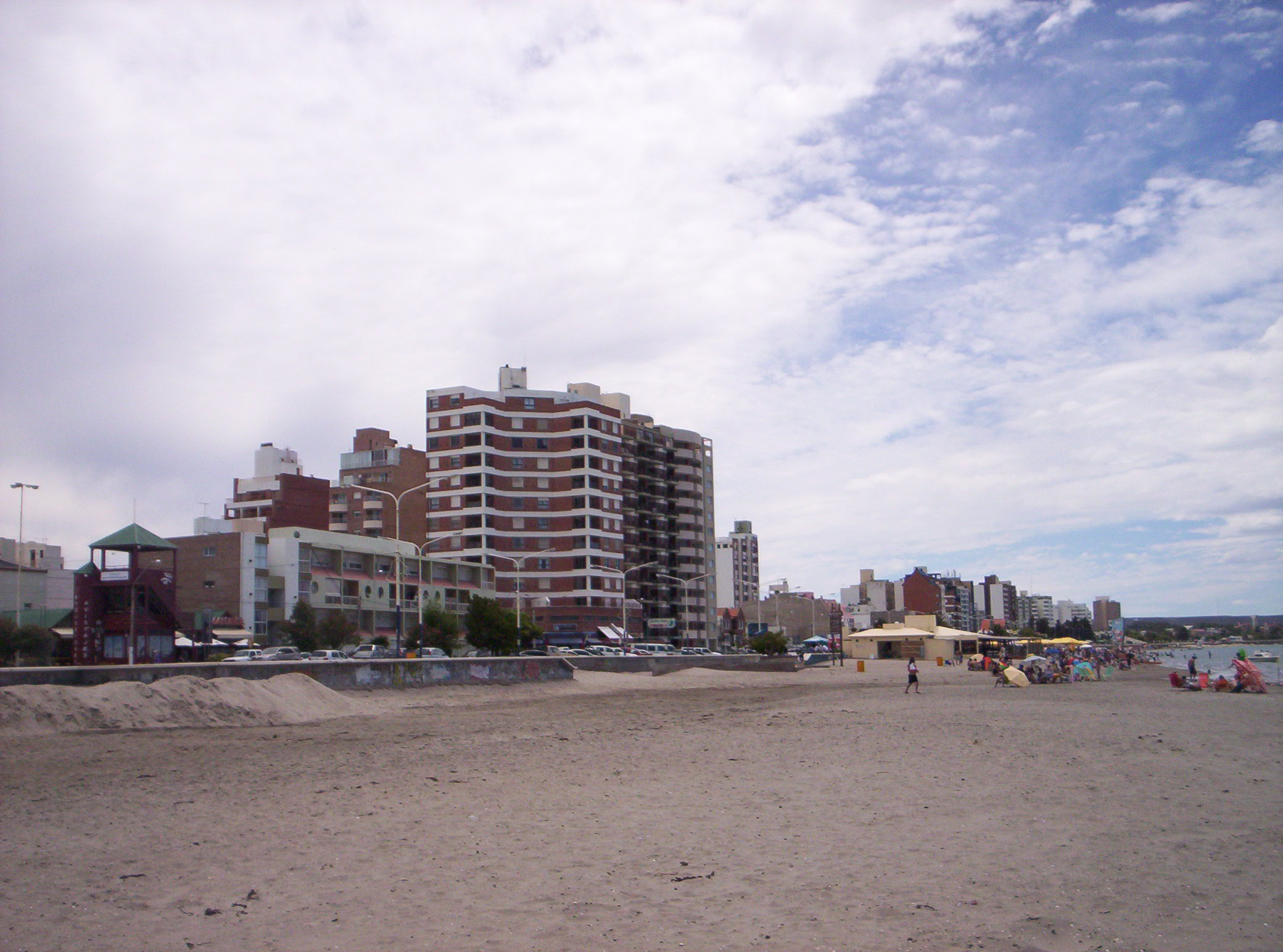
Vista desde la playa del centro de la ciudad y torres de altura de hasta 12 pisos.

Los tres grandes pilares de la economía de esta ciudad son: el parque industrial (pesado y liviano, incluyendo la producción de aluminio), la actividad pesquera y el turismo.

### Producción de aluminio
En 1974 se instaló en la ciudad la empresa ALUAR (Aluminio Argentino) (Merval: ALUA  Archivado el 13 de junio de 2007 en Wayback Machine.), ya que la ubicación de la ciudad favorecía las exportaciones e importaciones que se realizan vía marítima. La empresa brinda empleo a más de 1700 personas y es la única productora de aluminio primario en el país y la más grande de Sudamérica. Provee a la totalidad del mercado interno y exporta un 80% de su producción. Sus actividades abarcan desde la obtención de aluminio en estado líquido hasta la fabricación de productos elaborados para el tratamiento de gases, medicina, construcción, electricidad, etc. En Puerto Madryn posee una planta productora de aluminio primario y dos plantas para semielaborados. En 2008, Aluar finalizó la última ampliación de su planta aluminio, lo que le permitió incrementar considerablemente su capacidad instalada. La actual crisis internacional, y la consecuente caída de las ventas al exterior hicieron que se detuvieran los planes de una segunda ampliación que ya estaba en marcha.
Está en evaluación la instalación de planta siderúrgica en Puerto Madryn. El Grupo Beltrame, de origen italiano, está en conversaciones avanzadas con el Gobierno del Chubut para la instalación de una planta en esta localidad. Existe una preocupación entre los ciudadanos madrynenses sobre el cuidado que se debe tomar a la hora del análisis de impacto ambiental para un emprendimiento de este tipo, más aún teniendo cuenta que Puerto Madryn ha conseguido posicionarse como un destino del turismo ecológico.

### Turismo

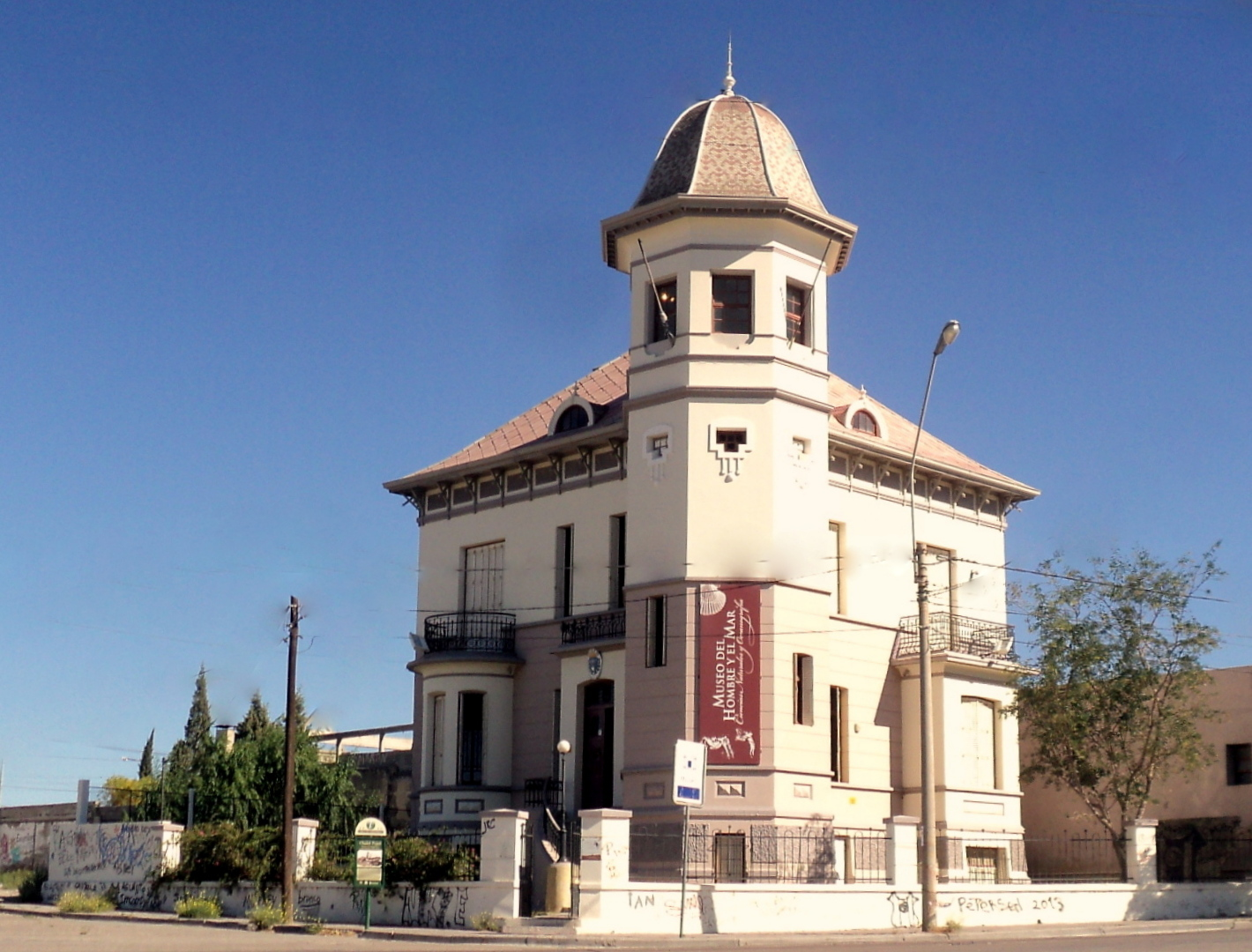
Antiguo chalet que hoy es el museo del Hombre y el Mar

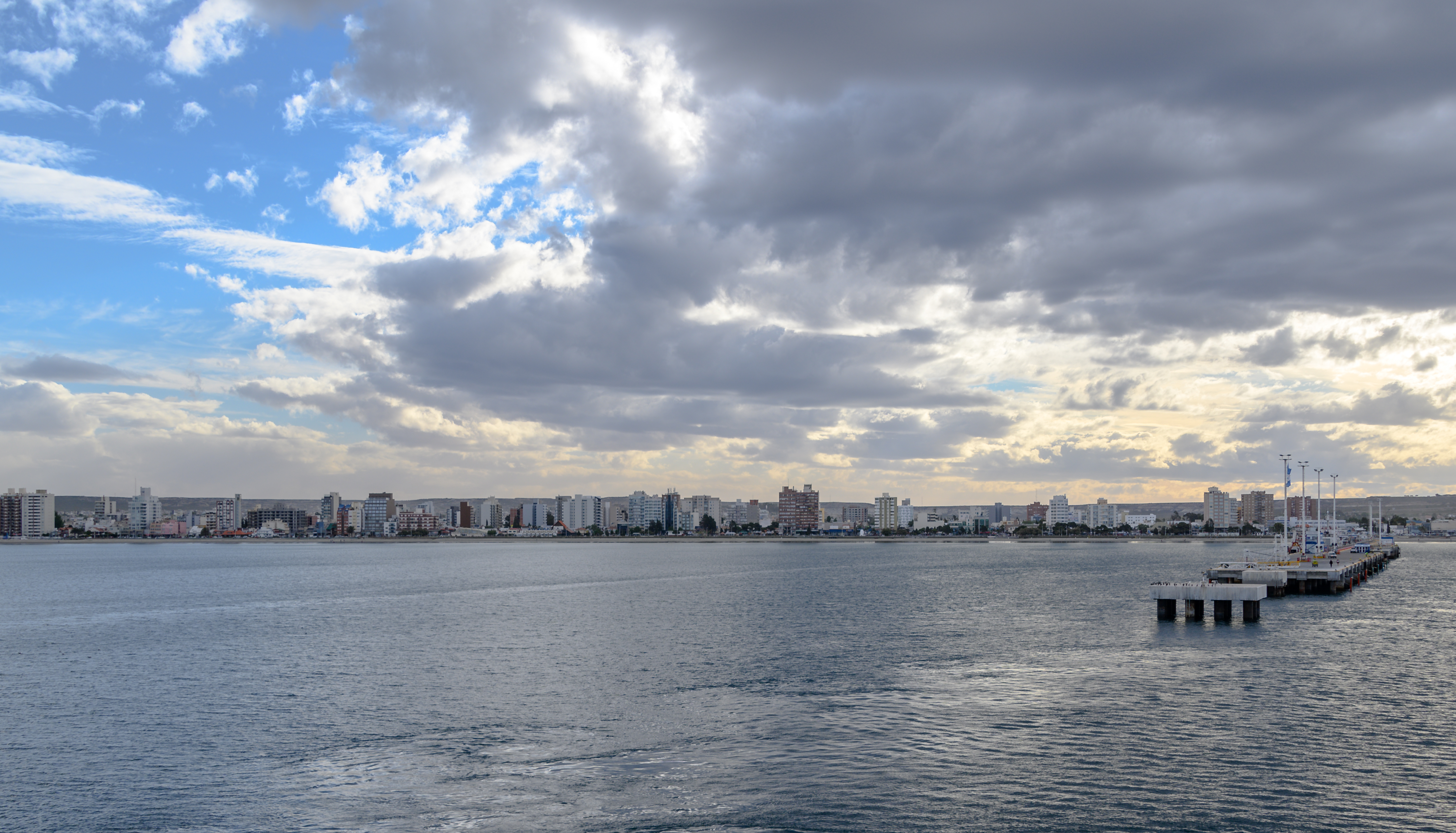
Vista desde el golfo de la ciudad y su playa.

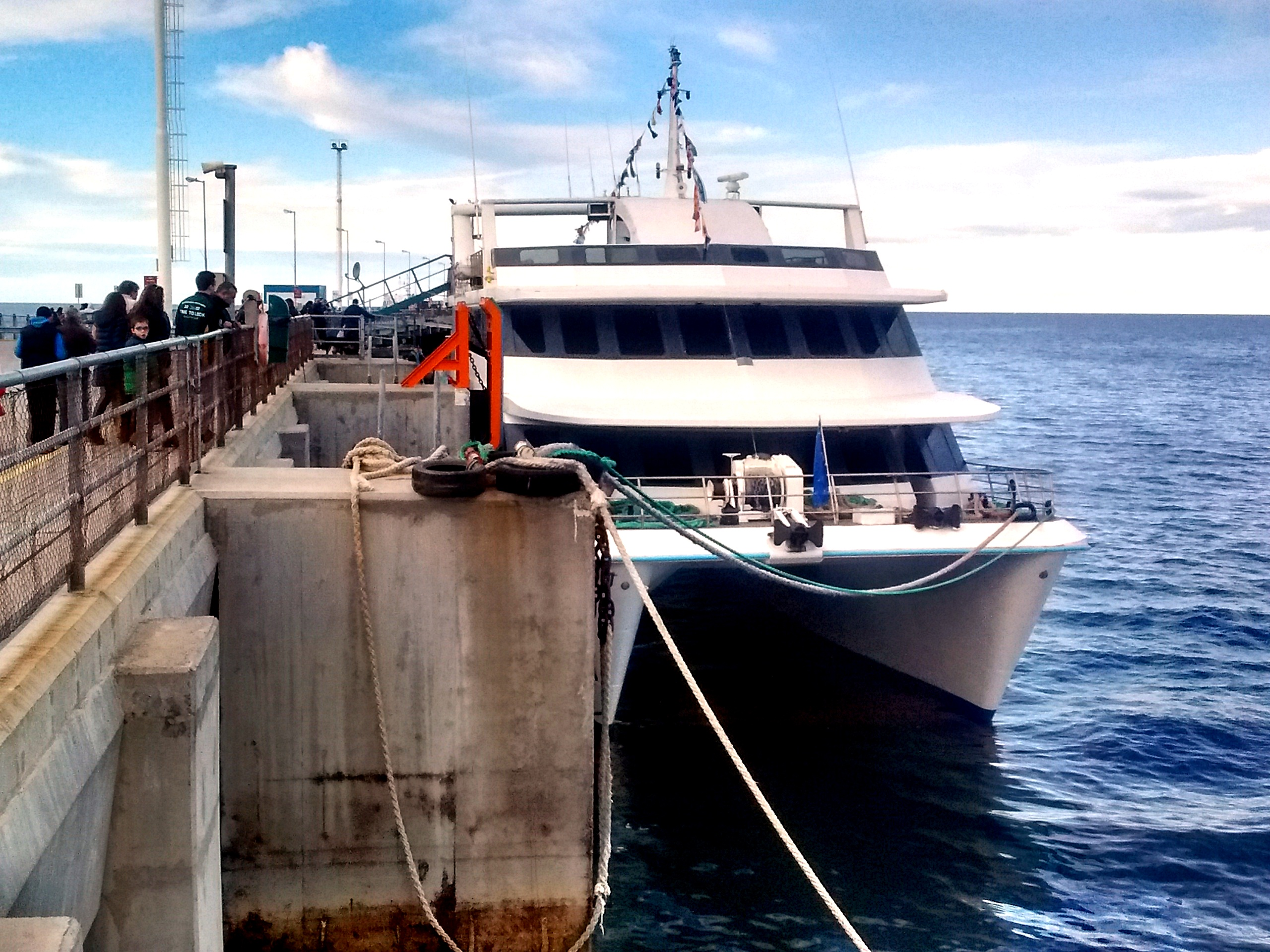
Catamarán turístico dedicado al avistamiento marino.

En invierno, se realizan excursiones para el avistaje de ballenas franca, delfines, toninas overas, pingüinos, elefantes marinos y aves entre otros. El punto donde se dan gran cantidad de avistamientos de cetáceos a pocos metros del a costa es Playa El Doradillo. 
Durante la temporada de verano, las playas son muy concurridas, en donde además de baños de sol y agua se practican deportes náuticos como kayak, canotaje, windsurf, kitesurf y moto-esquí entre otros.
Los golfos San José y Nuevo son visitados principalmente para realizar "bautismos submarinos". Puerto Madryn es denominada "Capital Nacional del Buceo". Posee aguas cristalinas y serenas, lo que permite una penetración de luz hasta los 70 m de profundidad. Además se realiza buceo con animales (como lobos marinos) y viejas embarcaciones hundidas en el mar.
Por el muelle Luis Piedrabuena pasan cruceros que tienen como destino el sur de la Argentina. También la ciudad cuenta con una terminal de ómnibus que recibe transportes terrestres de larga distancia que conectan a Puerto Madryn con el resto de la Argentina, y con el Aeropuerto El Tehuelche, que cuenta con varias frecuencias semanales desde varias ciudades Argentinas.
La ciudad de Puerto Madryn cuenta con múltiples alojamientos y hoteles, de todas las categorías y con gran variedad de servicios, tanto como destino de relax como de convenciones de negocios. La ciudad cuenta con más de 75 hoteles desde 5 estrellas para abajo, destacándose el Rayentray Puerto Madryn Hotel.
Los principales sitios de interés en la ciudad son el Museo municipal de Arte, el Museo provincial del Hombre y el Mar, el Ecocentro y el Museo del Desembarco. También se encuentra el centro comercial Portal de Madryn.

## Educación

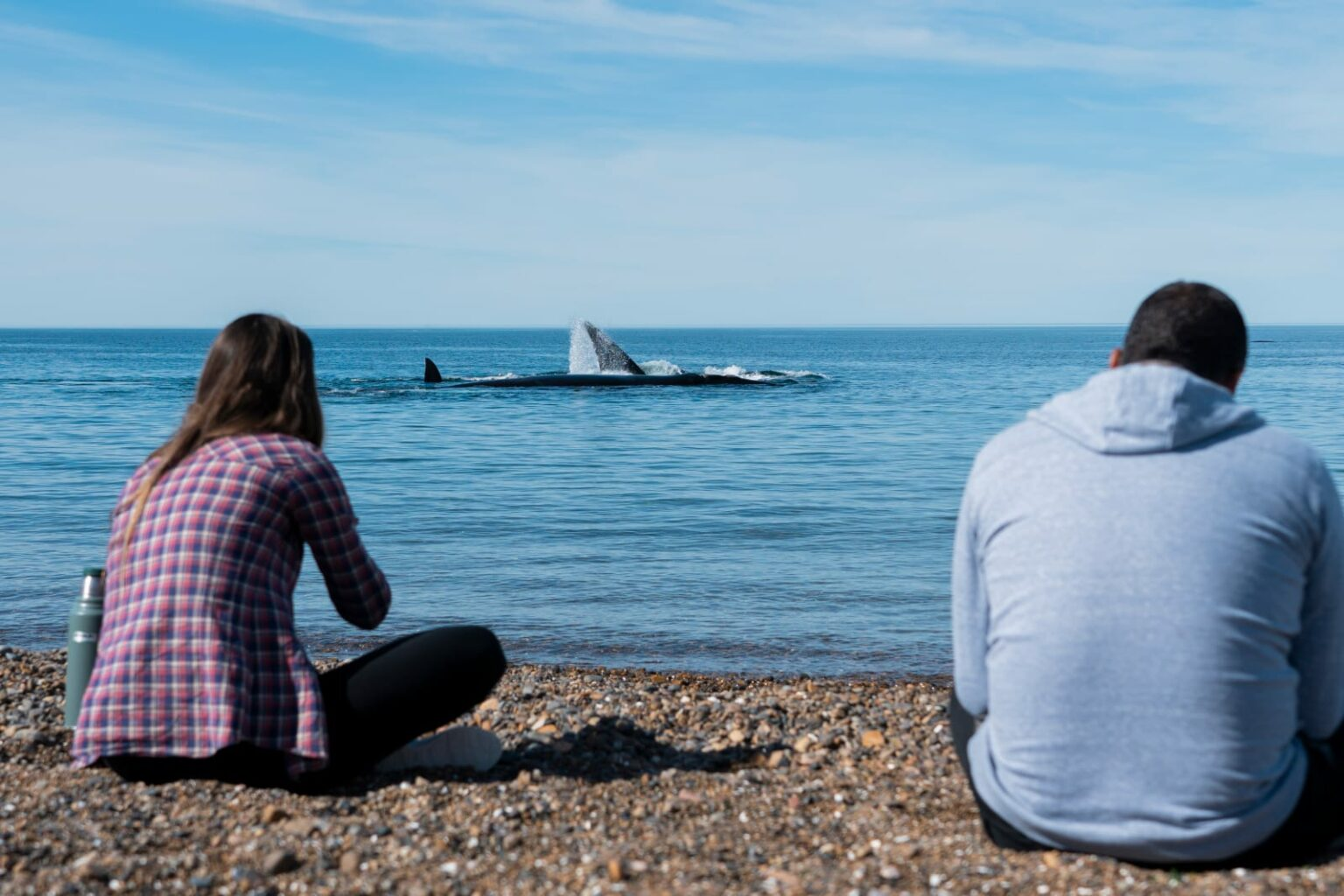
Turistas contemplando la proximidad de los cetáceos en playa El Doradillo.

Posee instituciones educativas de nivel universitario de gran importancia, ya que su oferta académica es contextualizada al lugar. En la ciudad hay una delegación de la Universidad Nacional de la Patagonia San Juan Bosco, se dictan carreras de la Facultad de Ciencias Naturales, Ingeniería, y Derecho. Su estructura edilicia es de 2500 m² aproximadamente. La sede fue creada en 1985 cuenta con 870 alumnos (2003).
En la Universidad Tecnológica Nacional, Facultad Regional Chubut UTN, se dictan las carreras de: Ingeniería Pesquera, Ingeniería Electromecánica, Licenciatura en Organización Industrial y Tecnicatura en Seguridad e Higiene.
También se encuentra la Universidad del Chubut con carreras como Licenciatura en enfermería y Licenciatura en Administración de Áreas Naturales, esta última es pionera y única a nivel país y tiene certificación internacional.
Asimismo el CONICET posee en esta localidad una delegación multidisciplinaria al lado del edificio de la UNPSJB. Aquí se realizan investigaciones científicas y trabajos doctorales con estudiantes e investigadores de todo el mundo mediante el Centro Nacional Patagónico CENPAT.
En Madryn funciona el primer centro de formación profesional del país con edificio propio, denominado nº 651, capacita a cientos de alumnos está compuesto por numerosas dependencias y talleres destacándose el área de gobierno; 4 aulas; 2 aulas talleres de informática con 20 computadoras cada una; un aula taller de Turismo; un taller de carpintería totalmente equipado; un taller de gastronomía también equipado; un taller de soldadura con su respectivo equipamiento; un taller de electricidad y mecánica automotriz y un taller de electricidad domiciliaria e industrial con su respectivo equipamiento.
A nivel de estudios terciarios, el ISFD (Instituto Superior de Formación Docente) Nro. 803 ofrece las carreras de formación docente para el nivel inicial, primario, educación especial, profesorado de inglés y formación docente para técnicos y profesionales.

## Cultura

### Fiestas
- Marzo: Olimpíadas de la Tercera Edad: convoca a los diferentes centros de jubilados de la Argentina, los cuales comparten una semana de torneos de bochas, cartas, disfraces, coronando las últimas noches con baile en el Gimnasio Municipal de la ciudad.
- Semana Santa: Vía Crucis Submarino. Fiesta de los Pescadores Artesanales.
- Junio: lanzamiento de la "Temporada de Ballenas", época en la que recibe la mayor cantidad de turismo, proveniente de todas partes del mundo.
- 28 de julio: celebración del arribo de los colonos galeses a Puerto Madryn (Fiesta del Desembarco). A partir del cual se celebra la fecha de fundación de la ciudad. Media Maratón Ciudad de Puerto Madryn.
- Septiembre: Modelo de Naciones Unidas Local.[23]
- Última semana de octubre: Encuentro Intercolegial de Artística Madrynense. Escuela Mutualista.
- Noviembre:Fiesta nacional del cordero Fiesta de los Pescadores Artesanales.
- Diciembre: Fiesta Nacional del Buceo: competencia de buceo. Premio: Copa Jules Rossi.

### Asociaciones científicas
- La Asociación Argentina de Malacología fue fundada y tiene su sede en Puerto Madryn.

## Deportes

### Clubes

#### Club Social y Deportivo Madryn

Club Social y Deportivo Madryn

Es una institución polideportiva, cultural y social con sede en la ciudad de Puerto Madryn (Argentina), fundada el 7 de mayo de 1924. Por lo cual, es el club más grande de Puerto Madryn. Está indirectamente afiliada a la AFA a través del Consejo Federal de Fútbol y se desempeña en la Primera Nacional, 2.ª categoría del fútbol en Argentina; es el club de la ciudad con más títulos en los deportes principales. La camiseta tradicional de la entidad es amarilla y negra a franjas verticales en homenaje a los Ferrocarriles.
El origen del Deportivo Madryn se remonta al año 1916, cuando se fundó el Madryn Football Club, aunque se toma su edad desde su refundación en 1924.
Tiene un Predio Deportivo de Primer nivel donde se encuentran: 1 gimnasio de baloncesto llamado Nuevo Palacion Aurinegro, 1 gimnasio de usos múltiples, 1 cancha de césped sintético, 1 cancha auxiliar de césped natural, 1 estadio de fútbol llamado "Coliseo Del Golfo - Abel Sastre", 1 cafetería, y un hotel deportivo, hotel boutique semi-pública. Además, cuenta con una sede histórica para la ciudad y están en construcción una Pileta Semi Olímpica con vestuarios y sala médica, canchas de tenis y área de recreación para toda la familia

#### Club Social y Atlético Guillermo Brown

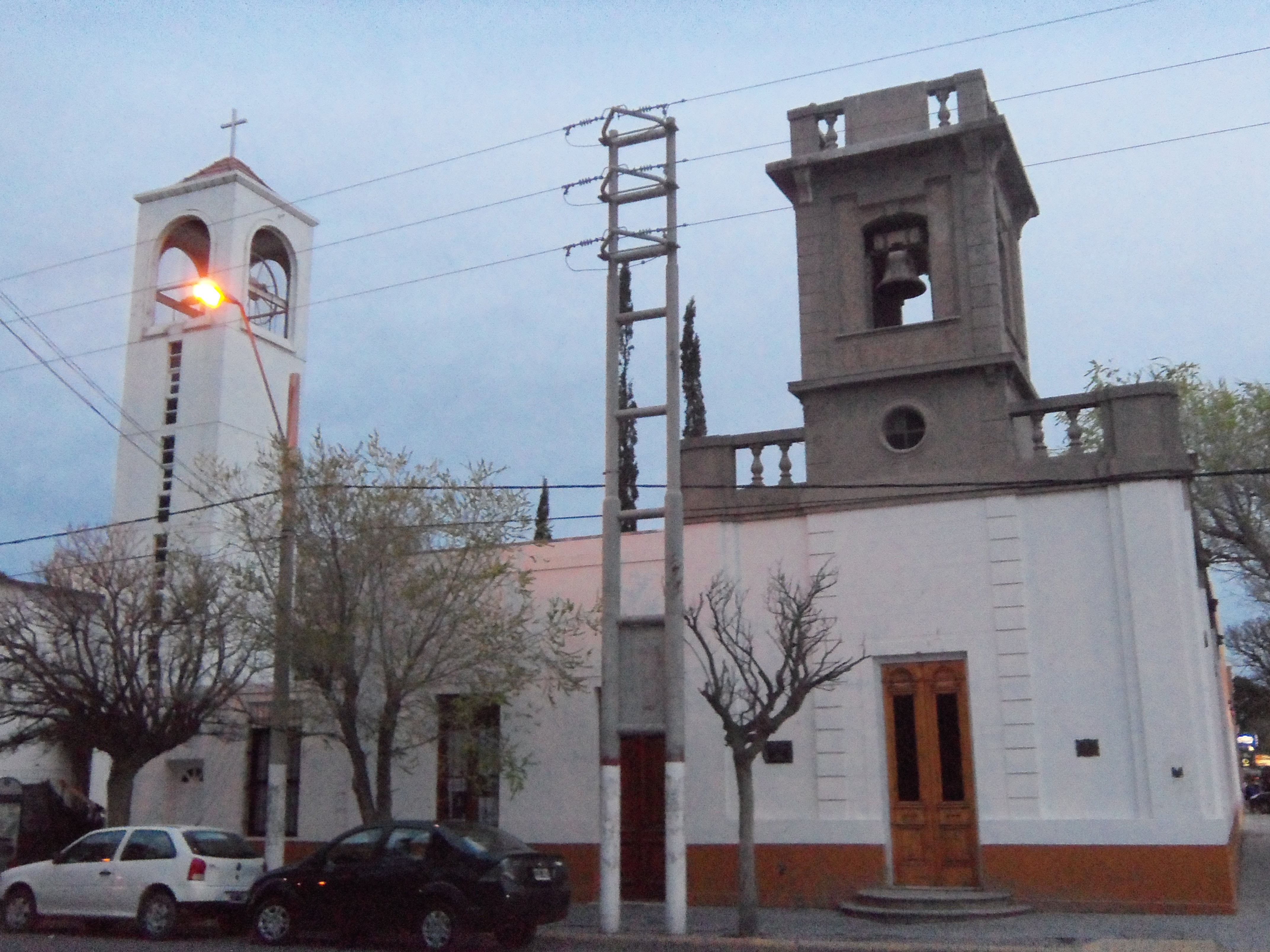
Iglesia Sagrado Corazón (Puerto Madryn).

Es una institución deportiva de la ciudad de Puerto Madryn, provincia del Chubut, Argentina. Fue fundado el 14 de enero de 1945. Lleva su nombre en homenaje al primer almirante irlandés de la fuerza naval de la Argentina. Participa en la Primera Nacional, segunda categoría del fútbol argentino y es el segundo club de la ciudad con más títulos de la Liga de Fútbol Valle del Chubut, con 13 conquistas y quinto en la liga. Sus colores son blanco y azul, y se caracteriza por una banda azul.

Club Social y Atlético Guillermo Brown

Cuenta con un estadio de fútbol llamado Raúl Conti, un estadio de básquet llamado Benito García y una cancha auxiliar de césped sintético.

#### Club Social y Deportivo Alianza Fontana Oeste
Fundado el 5 de febrero de 1990 por la unificación de los clubes Defensores del Oeste y Deportivo Fontana, ambos situados en la zona Oeste de la Ciudad portuaria. El "Afo", como se lo conoce, fue el primer equipo portuario en ascender a un torneo organizado por la Asociación del Fútbol Argentino y actualmente juega la Liga de Fútbol Valle del Chubut.
Actualmente cuenta con instalaciones propia donde tiene 1 estadio llamado Luis Murua, dos canchas de fútbol infantil ubicada sobre calle Gales y otra cancha infantil atrás de su sede social.

#### Club Social y Deportivo J. J. Moreno
Creado en 1991 y lleva el nombre de su creador.(que es Juan José Moreno) Se encuentra a pocos metros del predio de Guillermo Brown y su fuerte son las categorías formativas, incluso sacando jugadores que posteriormente jugarán en la Primera División. Sus colores son el naranja, como así mismo es su apodo.

#### Club Social y Cultural Alumni
Creado por la empresa Aluar y perteneciente al Populoso Barrio Roca. Sus colores son Rojo, Negro y Blanco, apodado "El Trico"

#### Club Ferrocarril Patagónico
Es actualmente el Club Representante de la Ciudad en el Torneo federal de Básquet. Junto al Deportivo Madryn, el club con más Actividades, instalaciones y socios del Norte Patagónico. sus colores característicos son el Rojo y el Azul y su apodo es "La Maquinita".

#### Puerto Madryn Rugby Club
El Puerto Madryn Rugby Club (PMRC) es un club de rugby y hockey de Puerto Madryn, Chubut, Argentina, miembro de la Unión de Rugby del Valle de Chubut y de la Asociación de Hockey del Valle de Chubut. Fundado el 14 de mayo de 1974.

### Fútbol
Actualmente hay dos equipos de Puerto Madryn participando en torneos nacionales; Deportivo Madryn y Guillermo Brown en la Primera Nacional y desde 2019, el club Juan José Moreno participa en el Torneo Regional Amateur.
Los clubes de mayor importancia, por trayectoria y popularidad, son el Club Social y Deportivo Madryn (fundado en 1924) y el Club Social y Atlético Guillermo Brown (1945). Ambos participan de los torneos organizados por la Liga de fútbol Valle del Chubut. Deportivo Madryn es el club deportivo madrynense más antiguo y popular. Además, fue el primero de la ciudad en practicar este deporte. Ha conquistado 21 títulos de la Liga del Valle, que lo ubican como el tercer equipo más ganador del certamen y el primero entre los elencos portuarios. }
El Club Social y Deportivo Madryn participa en la Primera Nacional (2.ª categoría) desde su ascenso en 2021. Fue campeón del Torneo Argentino B en la temporada 2013/14 y en el año 2021 obtuvo el campeonato Federal A. Cuenta con un estadio (el Coliseo del Golfo), una cancha de césped sintético y otra de césped natural, siendo el club que mejores instalaciones tiene en la Patagonia. Además, es el equipo más popular de la ciudad, teniendo su máximo caudal de hinchas en barrios periféricos y emergentes. Los fanáticos de este club demuestran más pasión sobre el resto de los equipos zonales, esto es notable cuando cruzamos por las calles de la ciudad portuaria donde vemos mucha gente con ropa o también murales del Club Madryn. Además se encuentran muchos hinchas aurinegro en ciudades como Trelew, Rawson, Gaiman, Viedma, Bahía Blanca, Buenos Aires y Córdoba, además de hinchas en la Meseta Chubutense como Telsen, Gastre o Sepaucal.
Guillermo Brown posee el estadio Raúl Conti, con capacidad para 14 000 personas y participa en el Torneo Nacional B De Fútbol (2.ª categoría). Ha obtenido cuatro títulos de orden nacional: el Torneo Argentino B 2003, el Torneo Clausura 2007 del Argentino A y el Torneo Argentino A 2010/11, en la que enfrentó a equipos como River Plate, Rosario Central y Gimnasia y Esgrima de La Plata, entre otros. En el año 2014, ascendió a la Primera B Nacional y lleva 9 temporadas en la categoría, igualando a la CAI de Comodoro y a 1 temporada de Cipolletti, clubes patagónicos que más años militaron en la segunda categoría del fútbol argentino. Es el segundo equipo más popular en la ciudad, seguido por Alumni y Alianza Fontana Oeste.
Además, en la Liga del Valle también forman parte otros tres representativos madrynenses: el Club Deportivo y Cultural Alumni (1975), campeón de dicha competencia en 2004, Alianza Fontana Oeste (1990) y Juan José Moreno (1991), campeón en 2012. Antiguamente, el club Ferrocarril Patagónico contó con un equipo de fútbol, que fue campeón liguista en 1969 y también existió un equipo de los trabajadores portuarios llamado Storni.

### Básquet
La práctica de básquet se realiza en 4 clubes:
Deportivo Madryn, Guillermo Brown, Ferrocarril Patagónico y Club Alumni. Participan de los torneos organizados por la Asociación de Básquet del Este del Chubut (ABECH). Siendo el Deportivo Madryn el más ganador. Recientemente, Deportivo Madryn ha alcanzado proyección nacional al participar de todas las categorías nacionales profesionales. Entre 2004 y 2007 formó parte de la Liga Nacional de Básquet. Su estadio, el Nuevo Palacio Aurinegro, posee una capacidad para 3500 personas y fue inaugurado en el año 2003 ante el Club Atlético Boca Juniors en el marco de un duelo clave por la Liga Nacional. Es uno de los estadios más bellos y grandes del país y es el número uno en la Patagonia. Guillermo Brown tiene un estadio llamado "Benito Garcia" y nunca disputó una categoría nacional.
Ferrocarril Patagónico se desempeña en el Torneo Federal.

### Pádel
La práctica del Pádel se desarrolla, entre otros, en el Complejo Patio "Deporte y Salud", actualmente llamado "Club Ferrocarril Patagónico" que fue comprado por ese mismo club, la Organización encargada de llevar a cabo los torneos es la A.J.P.P.M. (Asociación de Jugadores de Pádel de Puerto Madryn.
Este deporte congrega en los torneos que se llevan a cabo a jugadores de distintas ciudades patagónicas (Trelew, Rawson, Gaimán, Choele Choel, Neuquén, San Antonio Oeste, Bahía Blanca, Comodoro Rivadavia, Río Gallegos, etc.).

### Ajedrez
La práctica del ajedrez se desarrolla en diversos clubes y espacios de la ciudad, siendo en este deporte una de las ciudades más activas de la Patagonia. Actualmente, el juego ciencia se desarrolla en el Círculo de Ajedrez Golfo Nuevo (CAGN), que congrega a los más importantes jugadores de la ciudad y está afiliado a la Federación de Ajedrez Chubutense. Asimismo, la Escuela de Ajedrez Ruy López de Puerto Madryn brinda un espacio para que los jóvenes y niños puedan integrar al ajedrez no solo como un deporte, sino también como un recurso educativo para mejorar sus habilidades cognitivas.
El campeón de la ciudad es el experimentado y muy fuerte ajedrecista Jorge Sabas, quien recientemente ha adquirido el título de Maestro Internacional de la FIDE y se ha consagrado contra grandes maestros a nivel internacional.
En 2009 se celebró en Puerto Madryn el Campeonato Mundial de Ajedrez sub-20.

### Rugby
El Puerto Madryn Rugby Club es un equipo que participa en los torneos de la Unión de Rugby del Valle del Chubut (URVCH).
Su complejo deportivo se encuentra en la zona sur de la ciudad.

### Hockey
- Puerto Madryn Rugby Club
- Club Social y Atlético Guillermo Brown
- Club Social y Deportivo Madryn

### Otras instituciones
- El Club Ferrocarril Patagónico ofrece: Paleta, Gimnasia Artística, Gimnasia Deportiva, Patín Artístico, entre otros.
- El Club de Equitación Puerto Madryn (CEPM) Ofrece: clases de equitación, salto, cabalgatas y equinoterapia todo el año.
- El Club Alumni ofrece una gama de actividades deportivas: gimnasia aeróbica, taekwondo, fútbol (en donde se formó Cristian Ledesma hoy jugador de la Lazio en Italia), básquet infantil, ritmos latinos, patín artístico (con primeros puestos en la provincia y en el nacional), entre otros.

## Ciudades hermanas
- Puerto Montt, Chile[25]
- Paula, Italia[25]
- Nefyn, Gales, Reino Unido[25]
- Pisco, Perú[25]
- Ciudad del Carmen, México[25]

## Parroquias de la Iglesia Católica en Puerto Madryn
| Diócesis   | Rawson                                                                                       |
| ---------- | -------------------------------------------------------------------------------------------- |
| Parroquias | Cristo Resucitado, Sagrado Corazón de Jesús, Sagrada Familia, San Cayetano                   |
| Capillas   | Cristo Obrero, Ntra. Sra. de Guadalupe, Ntra. Sra. de la Paz, Ntra. Sra. Santa María del Mar |

## Galería

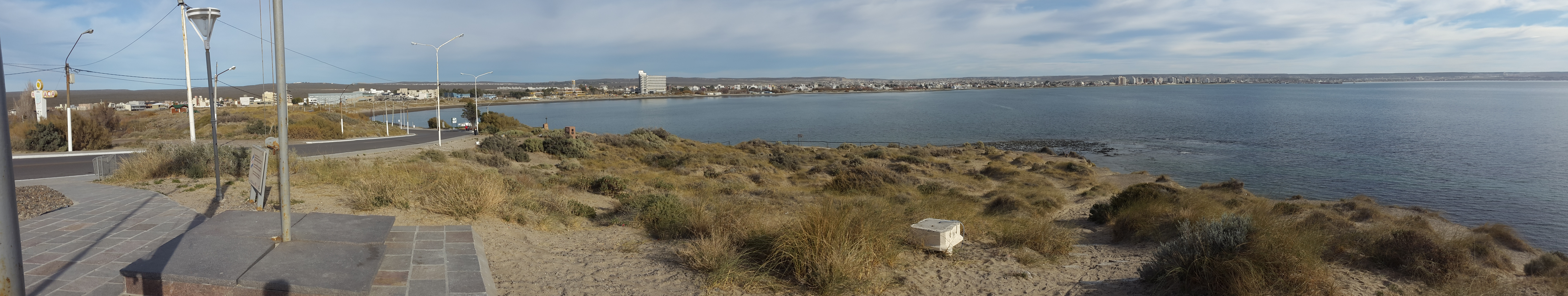
Fotografía Panorámica de Puerto Madryn
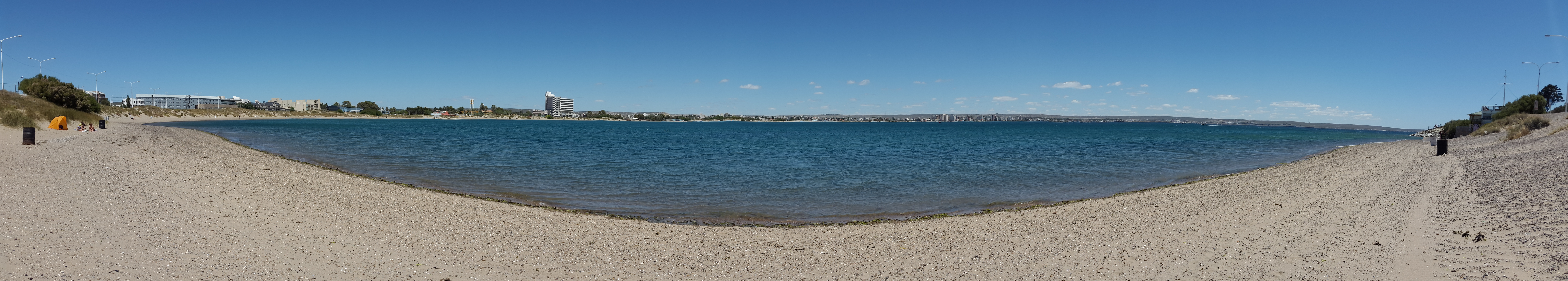
Fotografía Panorámica de Puerto Madryn
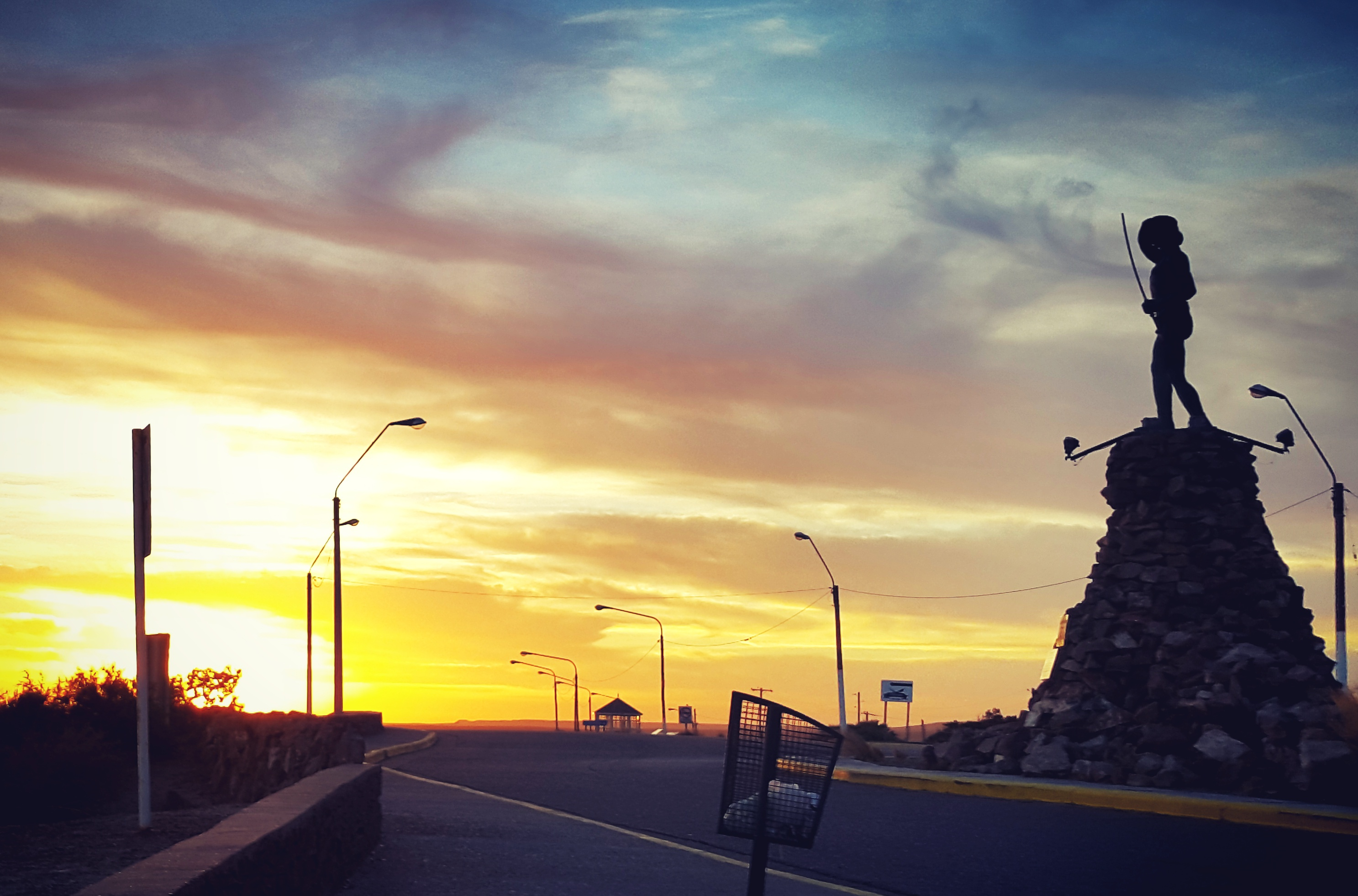
Monumento Tehuelche en Puerto Madryn
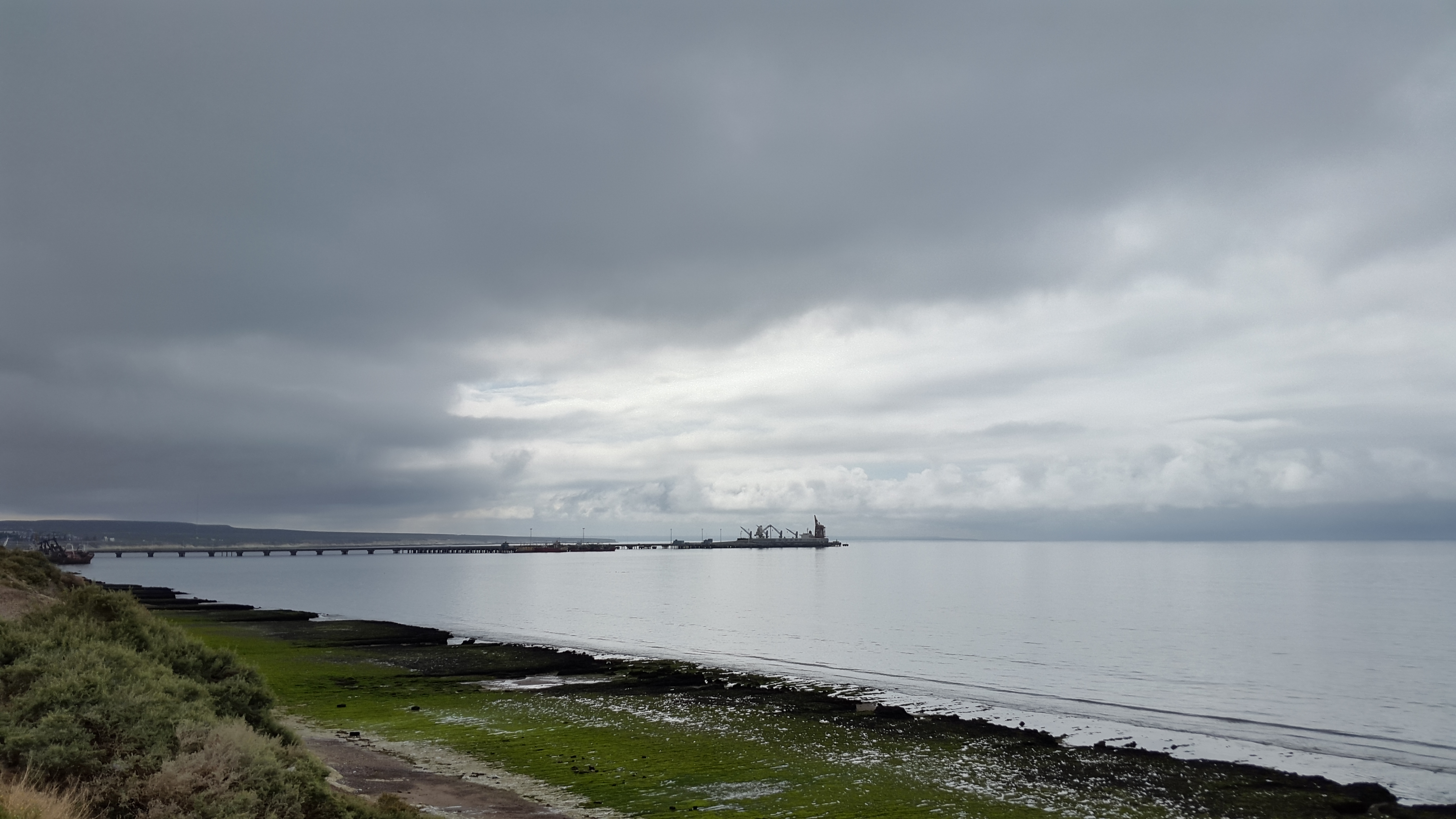
Muelle Almirante Storni ubicado en Puerto Madryn
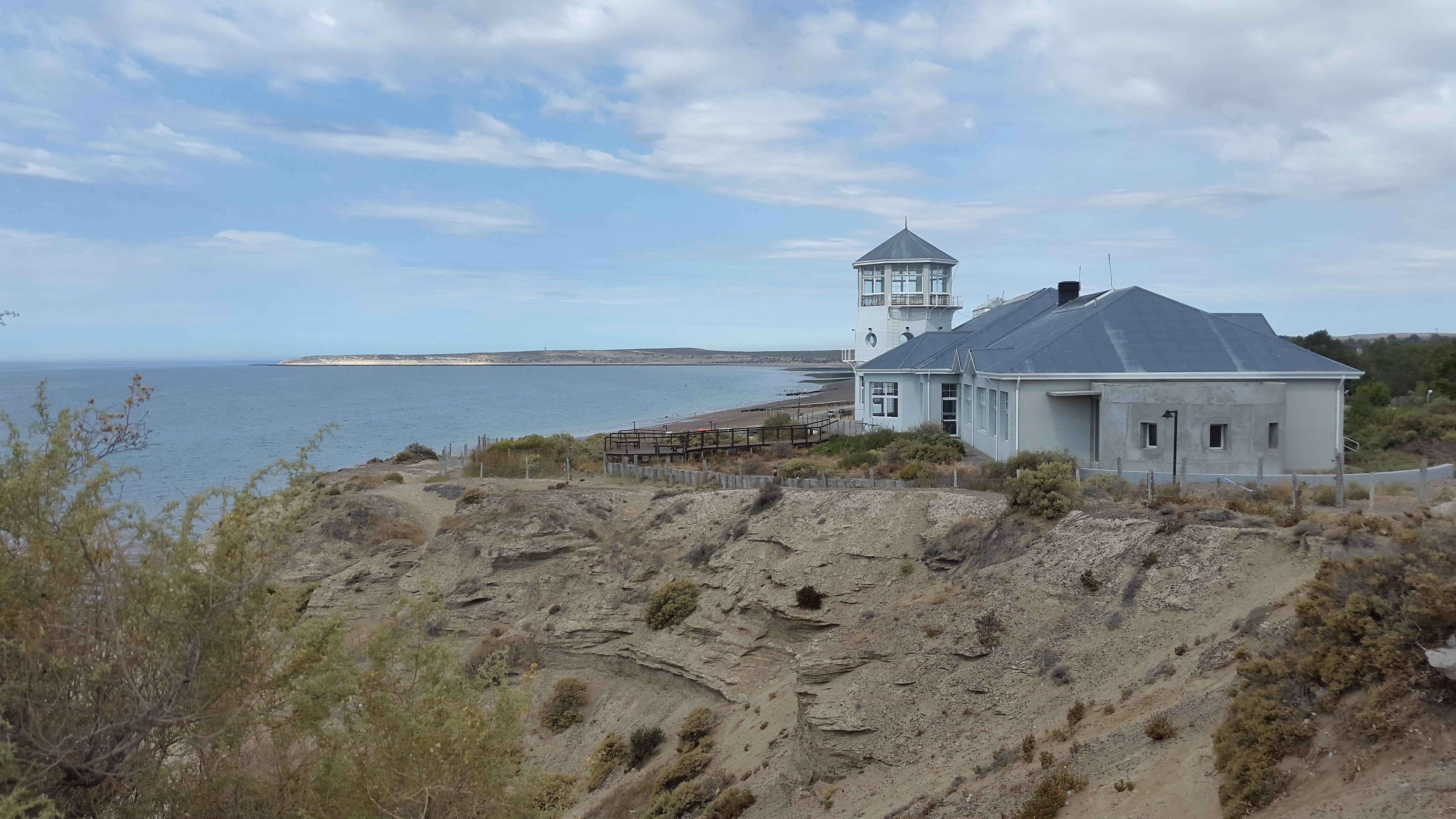
Ecocentro de Puerto Madryn
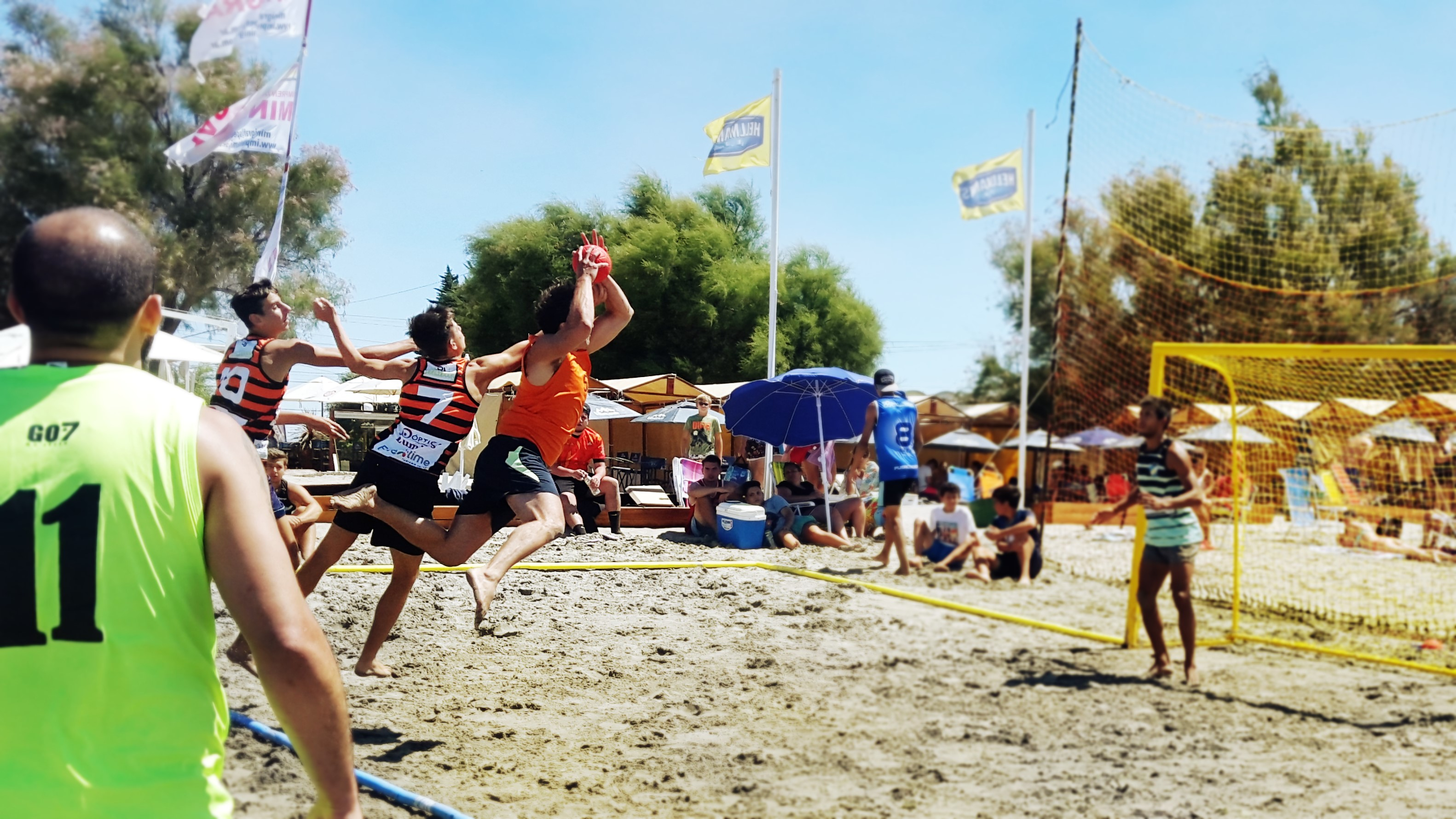
Torneo Beach Handball realizado en la playa de Puerto Madryn
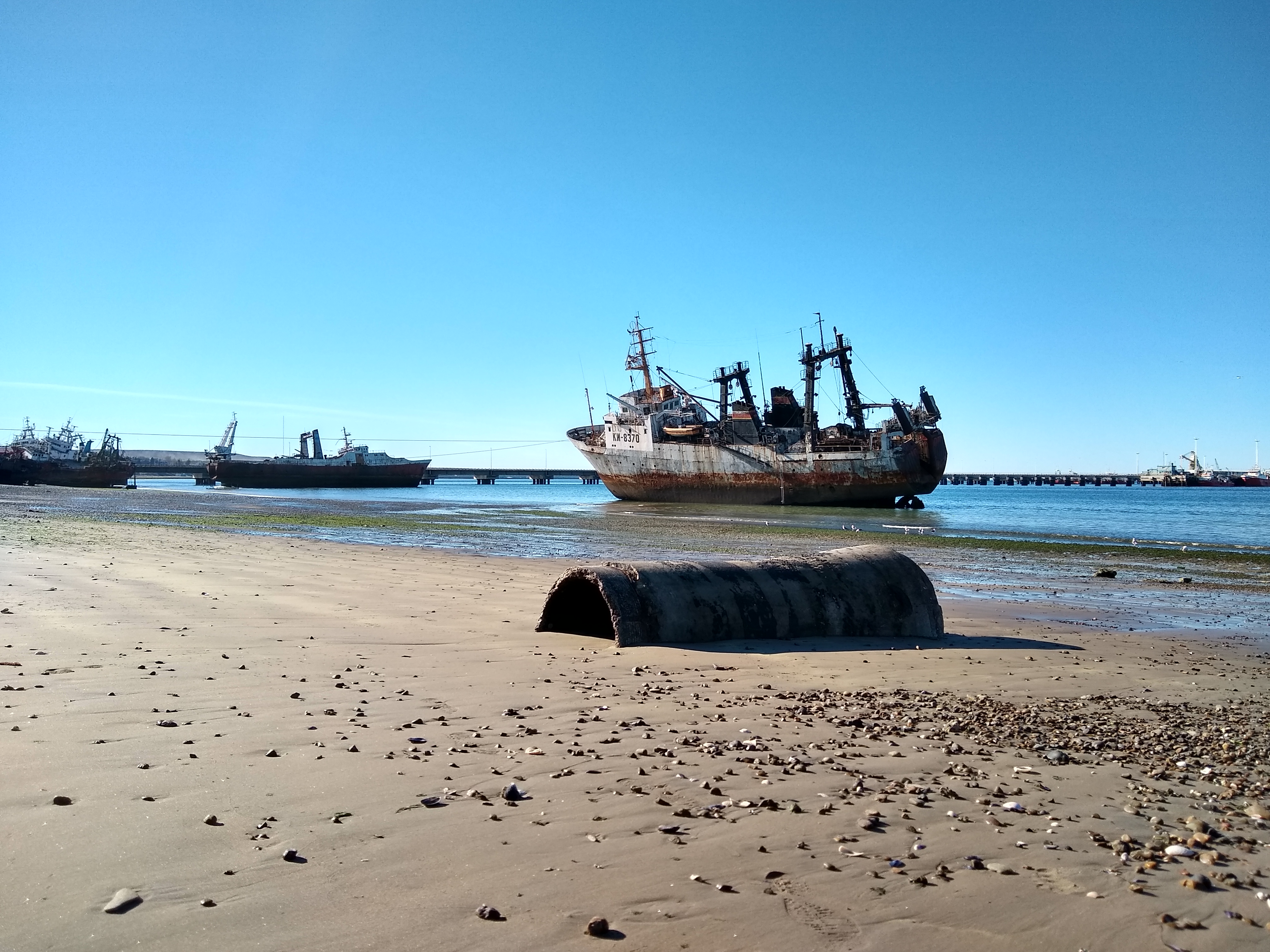
Cementerio de barcos en Puerto Madryn
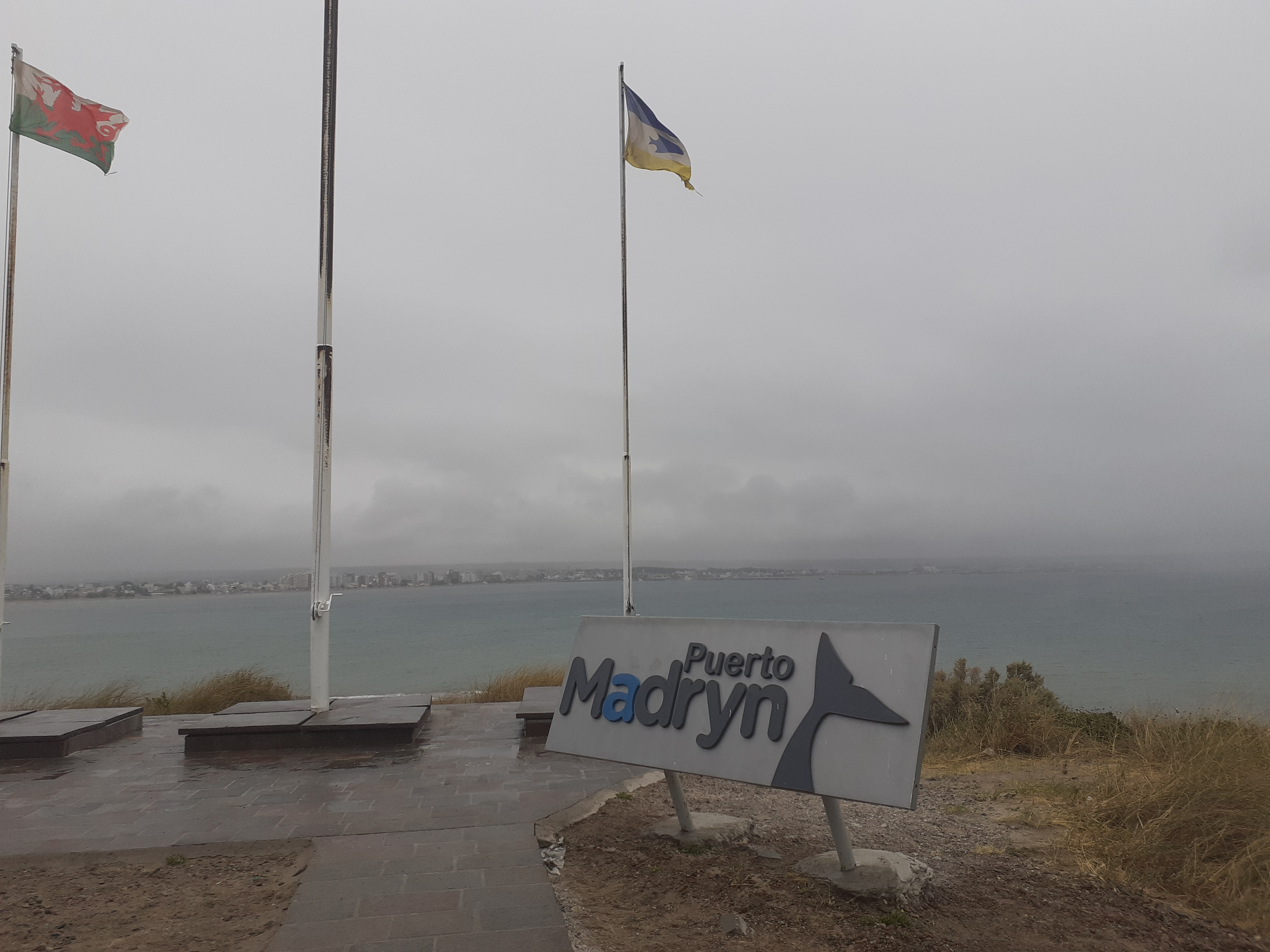
Puerto Madryn